# Далласький музей мистецтв
Далласький музей мистецтв (англ. Dallas Museum of Art) — художній музей, розташований в місті Даллас, штат Техас, США.

## Історія

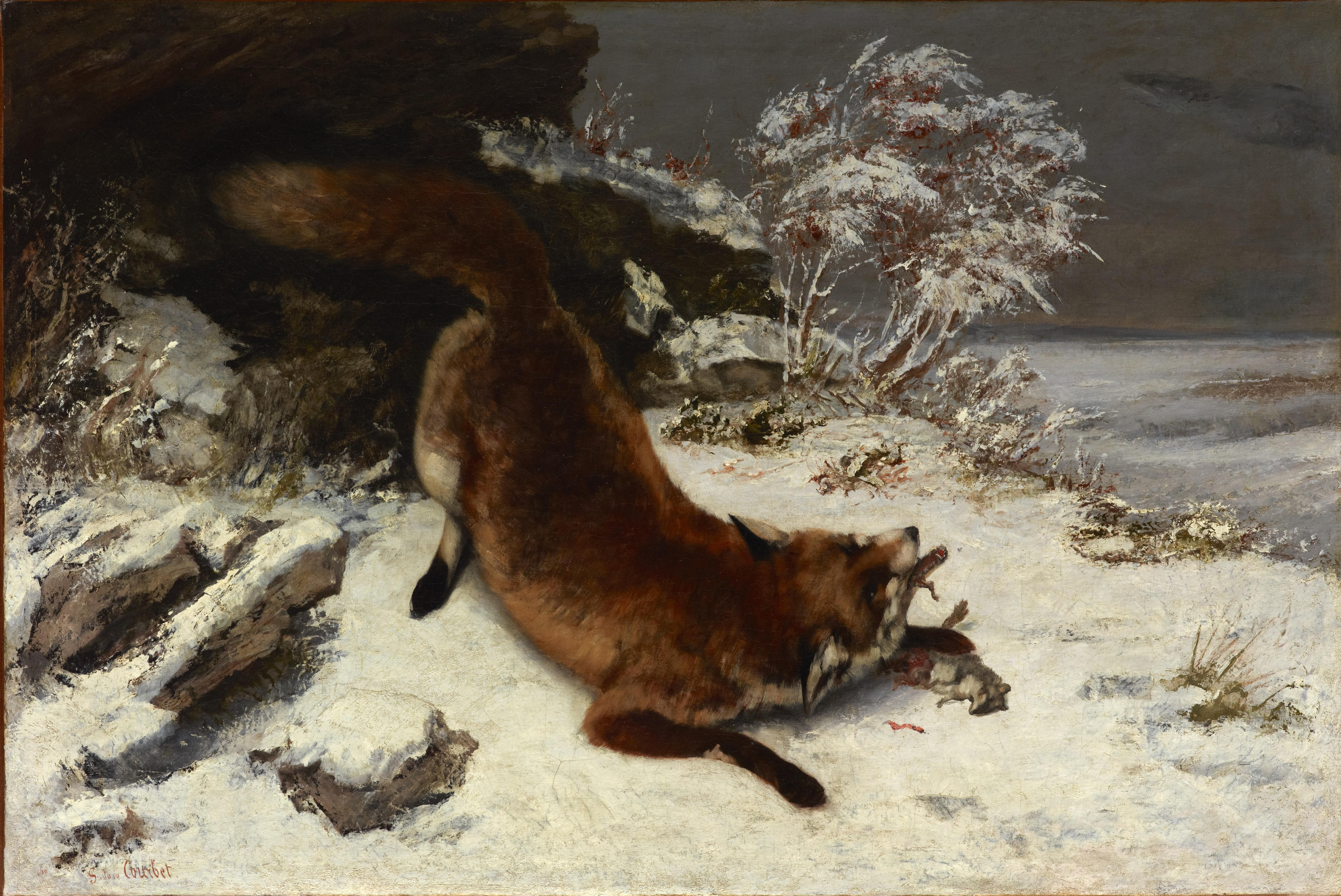
Гюстав Курбе, Лисиця на снігу (1860)

Історія музею починається 1901 року, коли було створено комітет мистецтв Далласа при Даллаській публічній бібліотеці. 1902 року за ініціативи художника й винахідника Чарльза Франкліна Реауга в приміщенні бібліотеки було проведено першу художню виставку. Комітет мистецтв придбав з цієї виставки картину «Місяць у вересні» Чайлда Хассама, яка й започаткувала майбутню музейну колекцію. 1903 року громадяни міста заснували Даллаську мистецьку асоціацію, яка займалася проведенням виставок та розбудовою власної колекції в бібліотеці. З 1909 року асоціація переїхала до Публічної художньої галереї. 1929 року музей розташовувався в приміщенні театру Меджестік. З 1933 року асоціація була перейменована в Далласький музей мистецтв. З 1943 року директором музею став Джеррі Байвотер, який пропрацював на цій посаді 21 рік й значно поповнив музейні фонди шедеврами імпресіоністичного, абстрактного та сучасного мистецтва. 1963 року відбулося об'єднання музею з Даллаським музеєм сучасного мистецтва.  1984 року музей зайняв своє сучасне приміщення.

## Фонди
У колекції музею зберігаються роботи таких художників як Поль Сезанн, Оноре Дом'є, Едґар Деґа, Поль Ґоґен, Едуар Мане, Клод Моне, Каміль Піссарро, П'єр-Огюст Ренуар, Анрі Тулуз-Лотрек та Вінсент ван Гог, а також скульптури, предмети декоративно-ужиткового мистецтва, китайська порцеляна, східні килими, рідкісні книги, тощо.
2005 року в дар музею були передані три великі приватні колекції, що належали родини Сінді та Говару Рачовскі. В них представлені американське та європейське мистецтво періоду з початку 1940-х років аж до початку XXI століття. З найцінніших експонатів музею варто згадати полотна художників Рене Магрітта, Герхарда Ріхтера, Марселя Дюшана, Марка Ротко, Біла Вайоли та інших. Загалом було передано 800 робіт.
Також свій внесок в експозицію зробила Маргарет Макдермот, яка подарувала музею полотно Клода Моне «Водяні лілії у ставку, хмари», що стало сьомим в зібранні картин Моне.

### Античне мистецтво

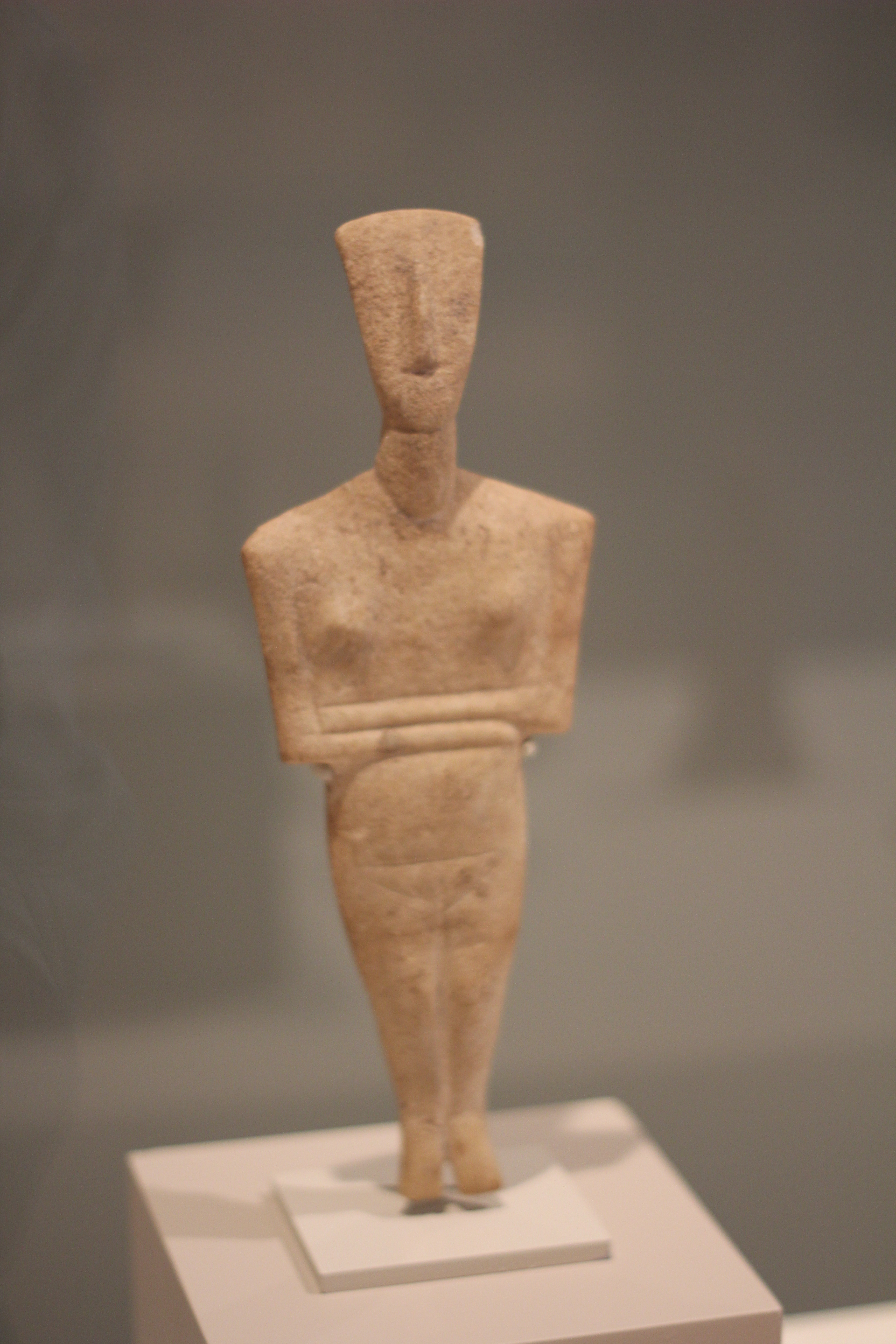
Кікладська скульптурка, Давня Греція, бл. 2700-2100 до н.е.
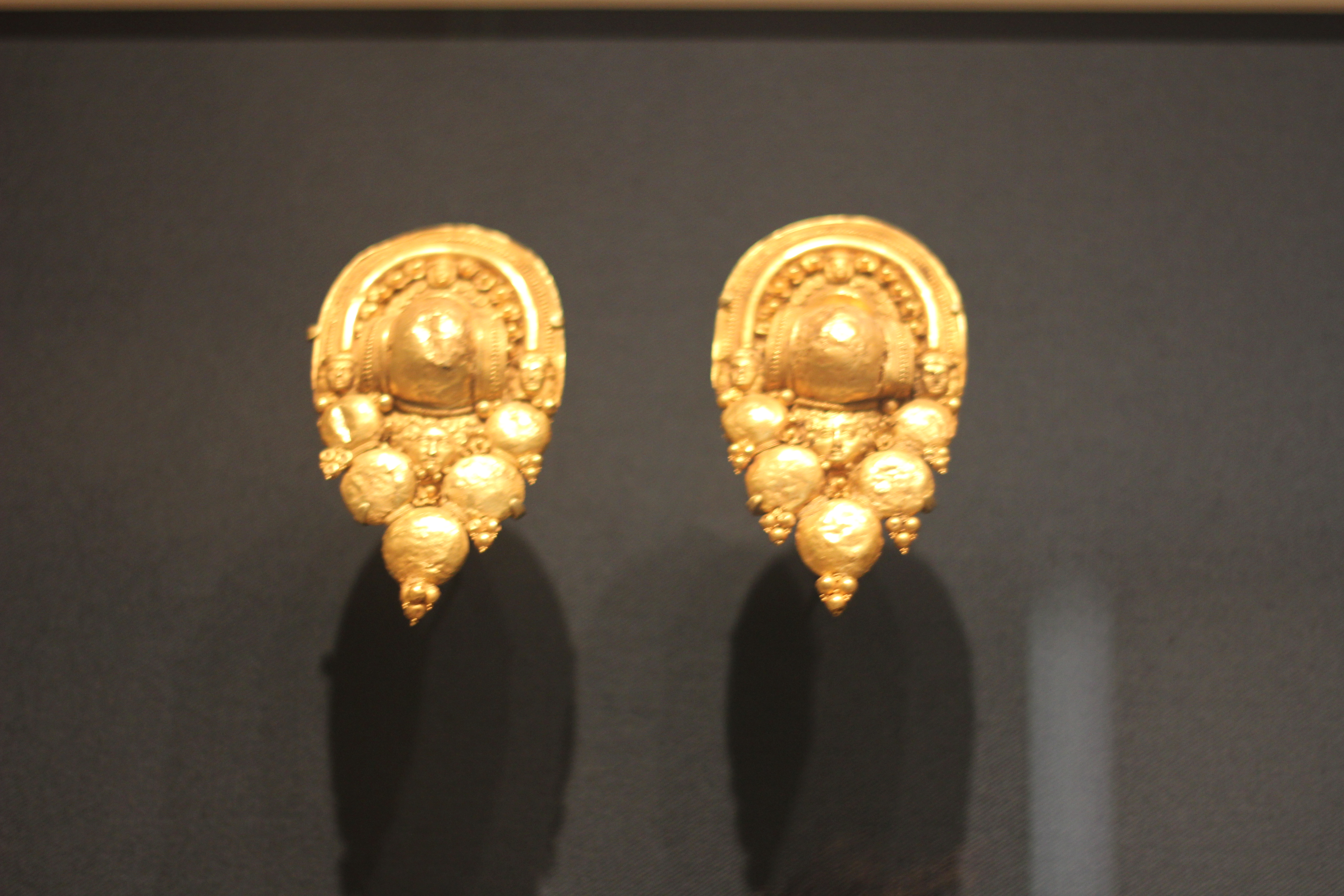
Етрускські сережки, бл. 450-300 до н.е.
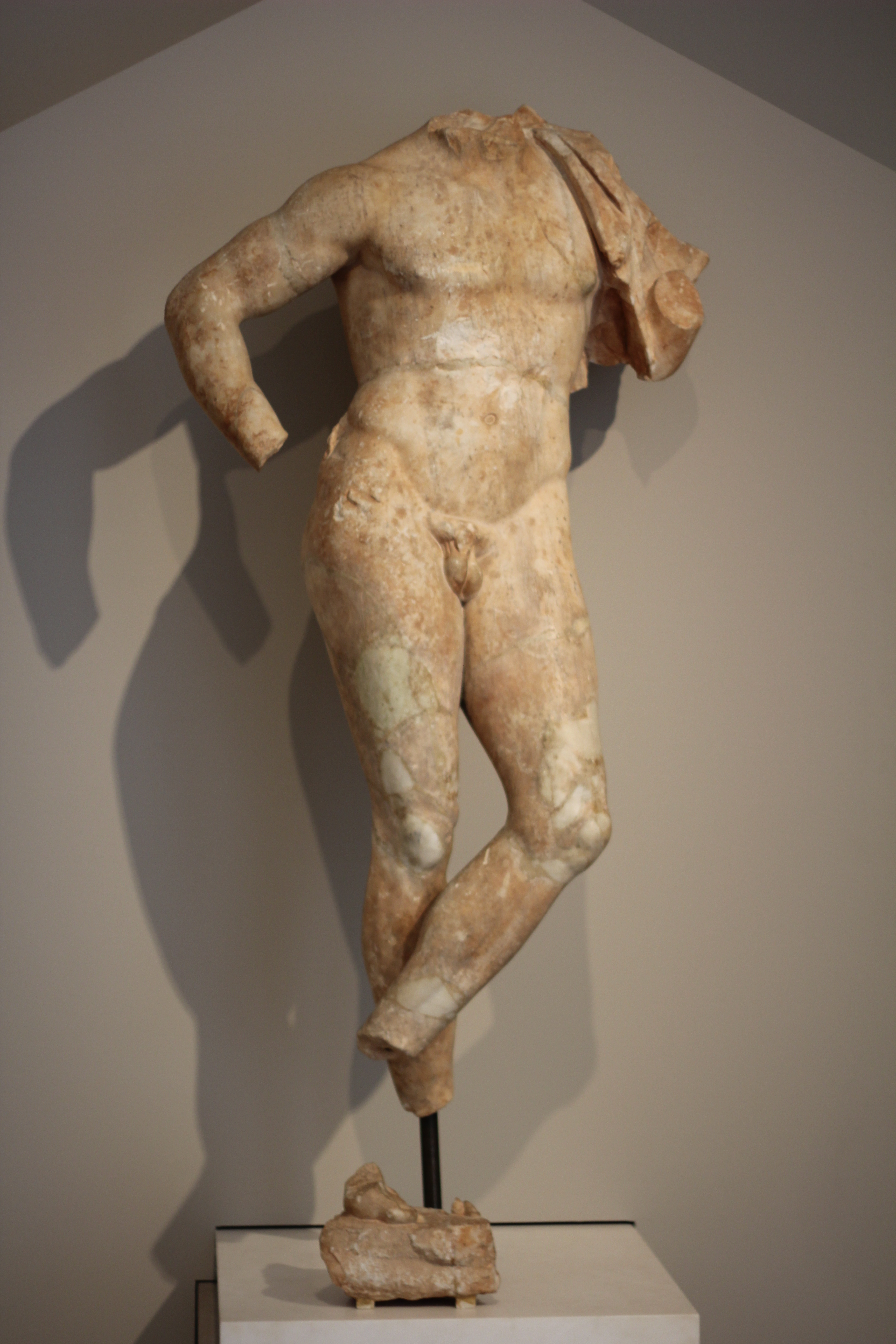
Статуя юнака, Давня Греція, бл.330 до н.е.
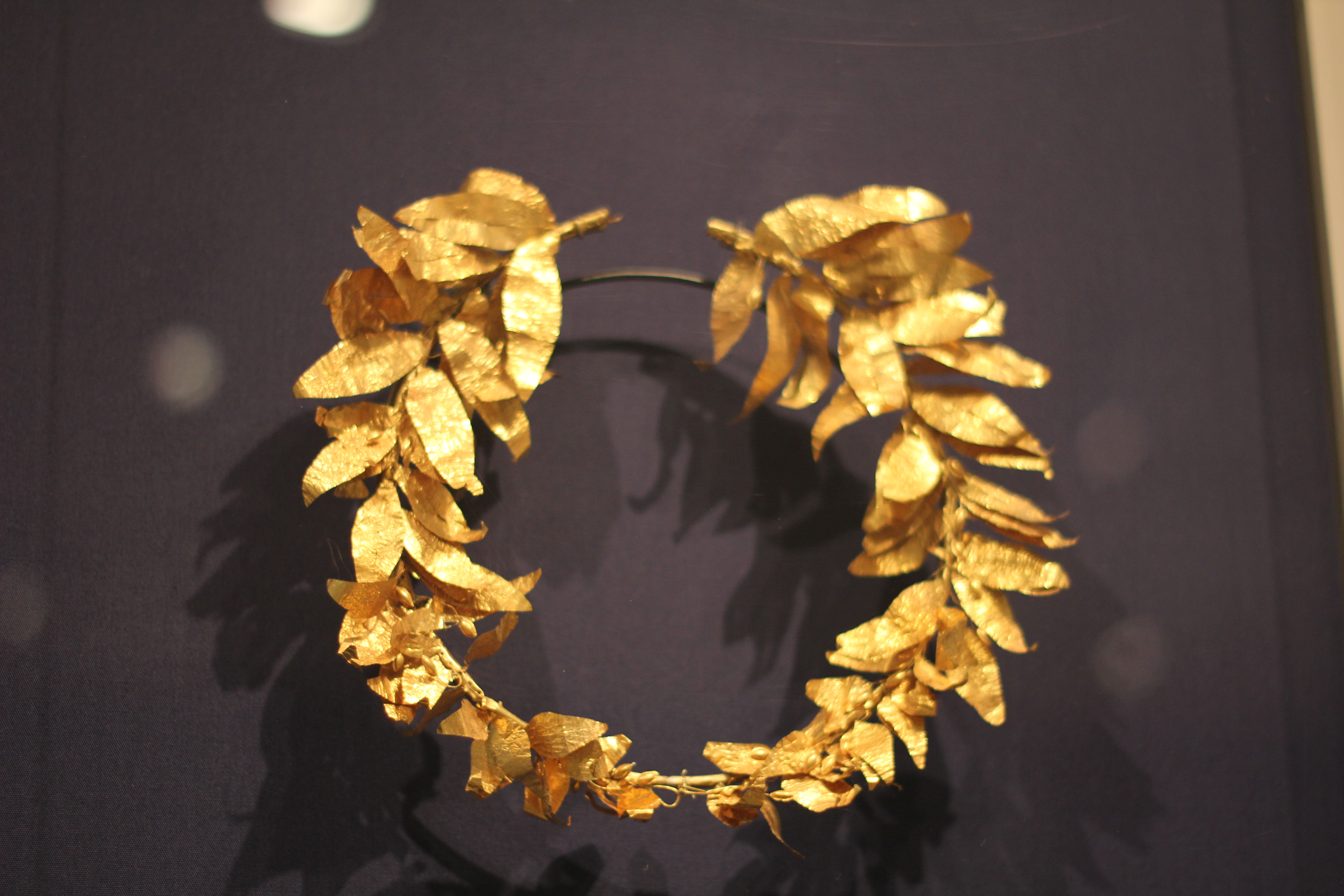
Золотий вінець, Давня Греція, бл.300-400 до н.е.
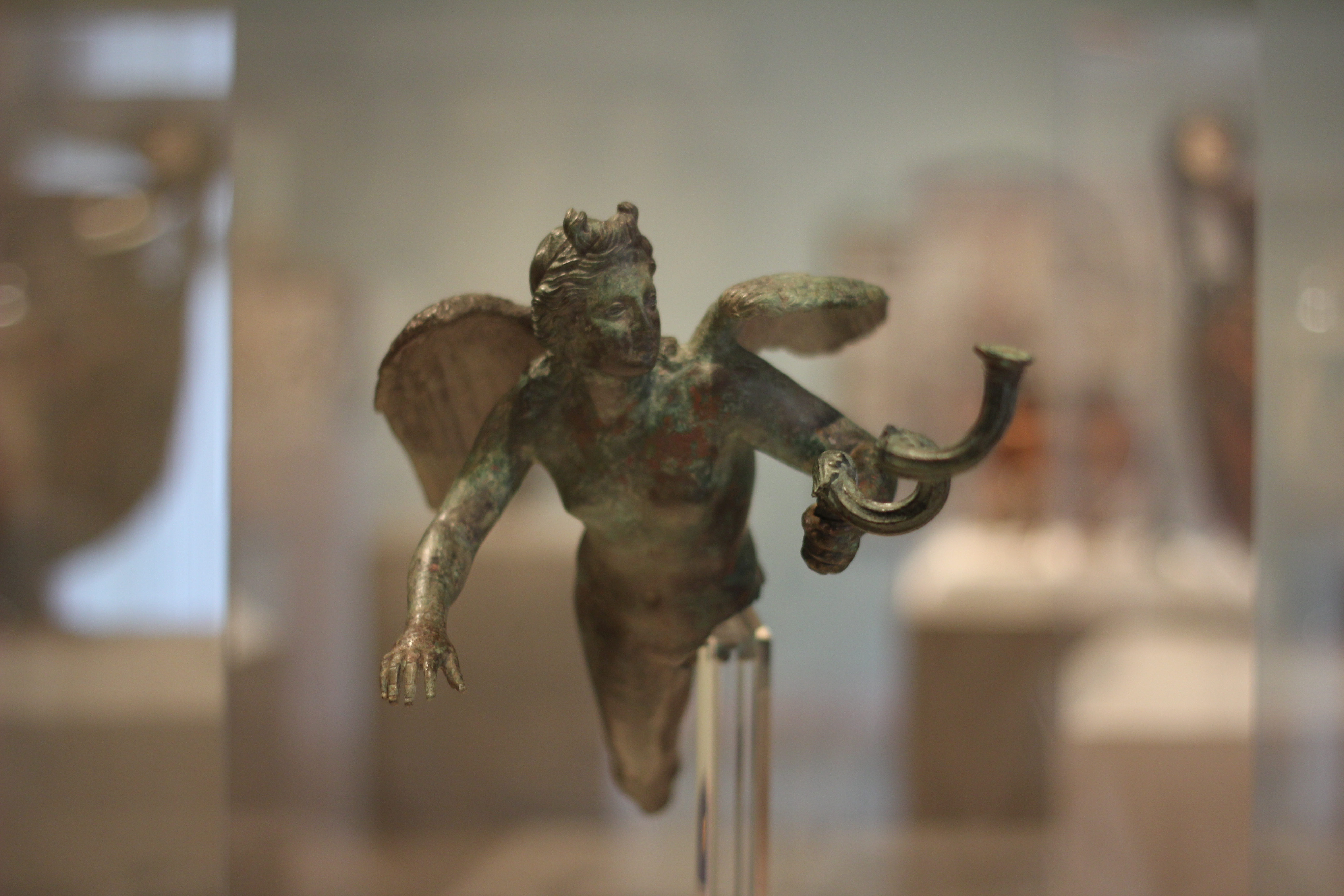
Ерот, Давня Греція, бл.25-50 до н.е.
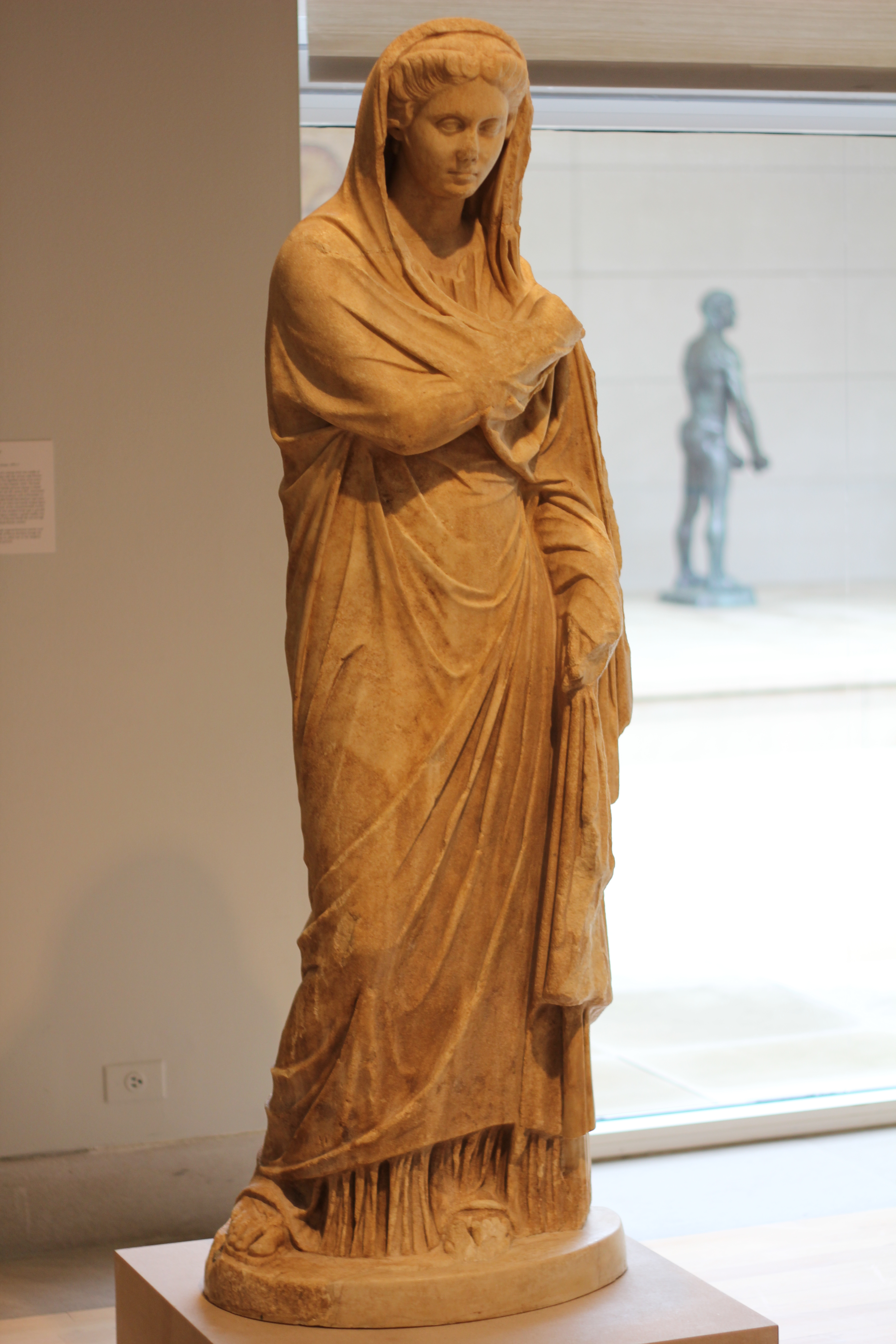
Жіноча статуя, Давній Рим, бл.100-200 до н.е.
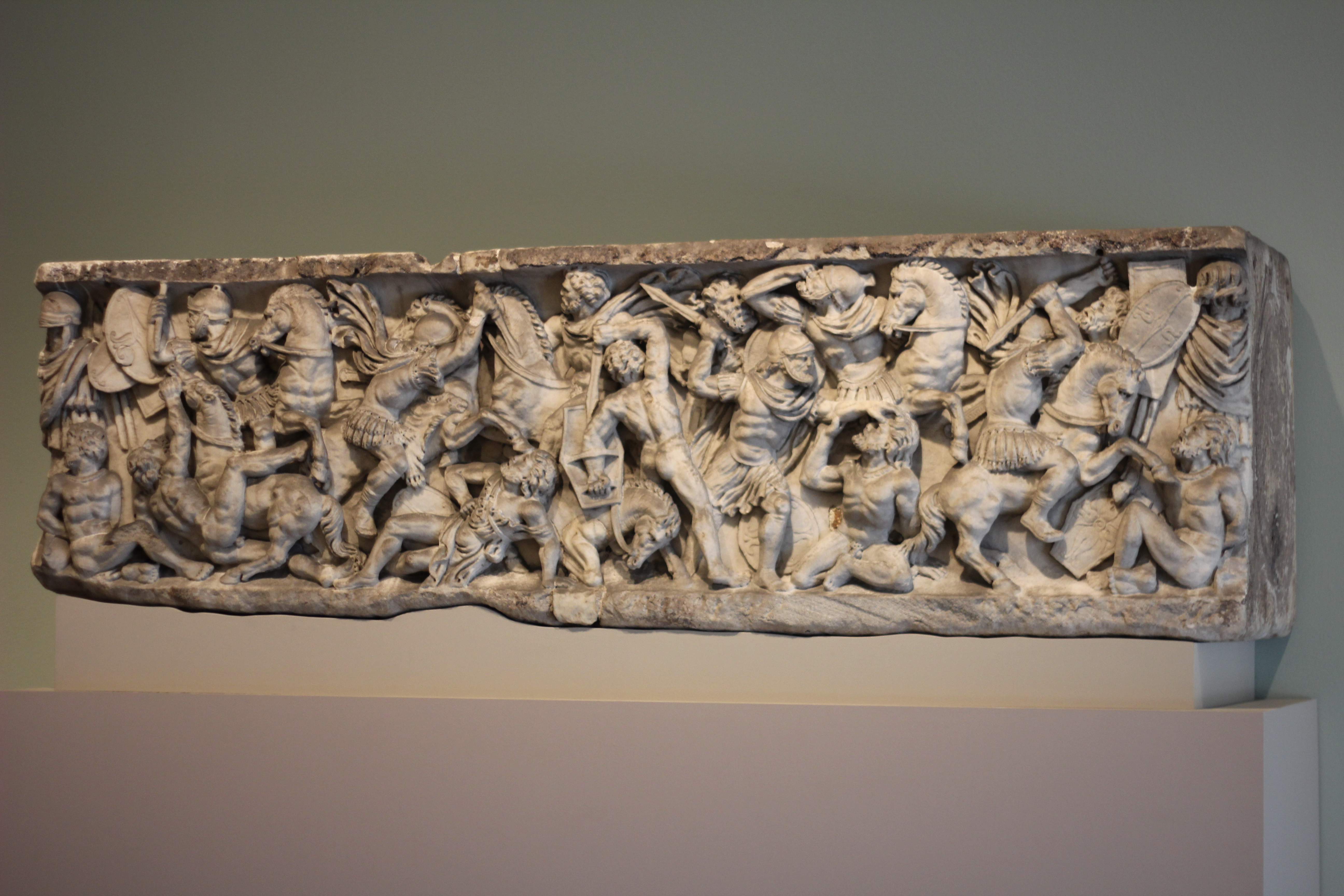
Саркофаг з батальною сценою, Давній Рим, бл. 190 до н.е.

### Мистецтво Доколумбової Америки

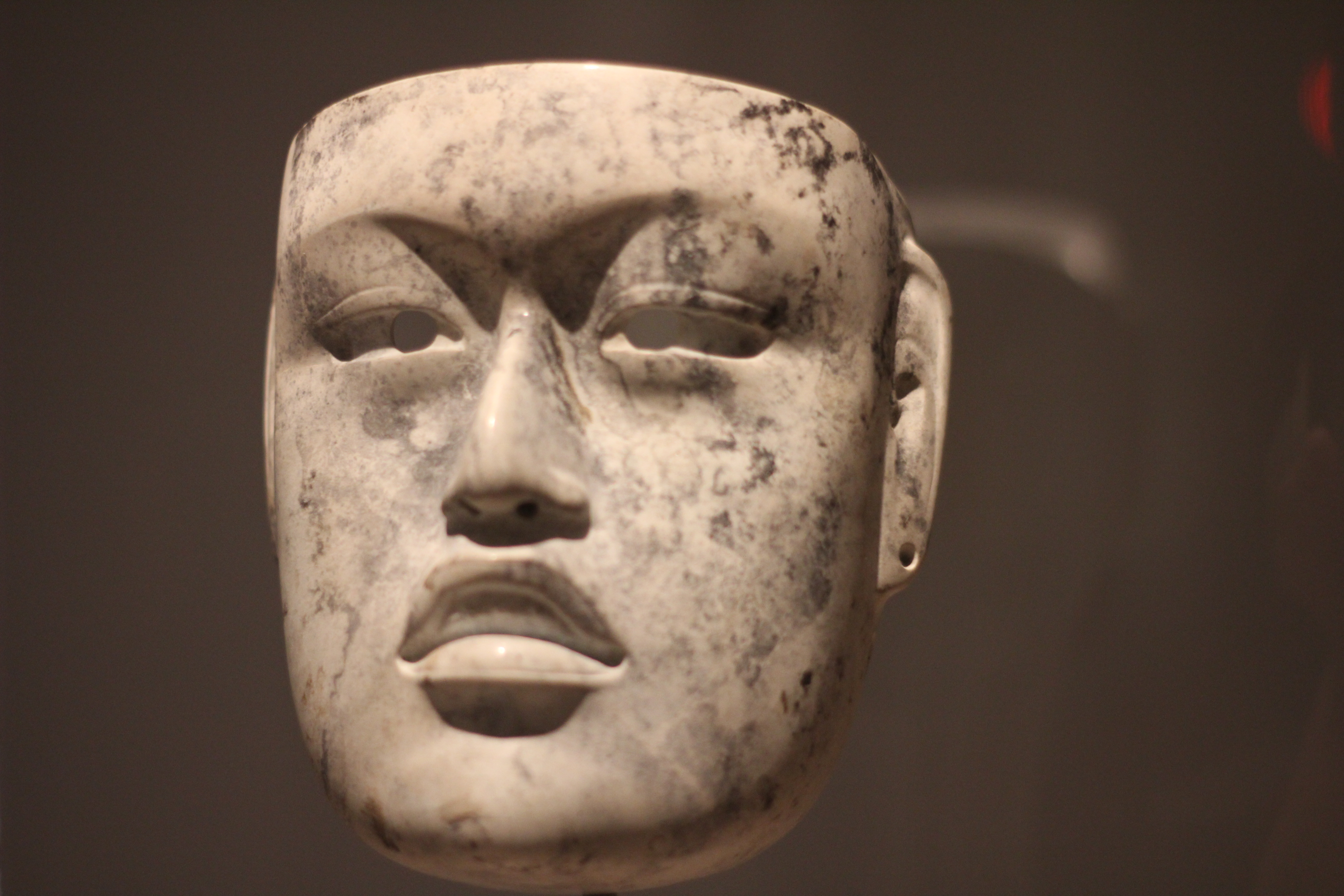
Мексиканська маска, Веракрус, 900-500 до н. е.
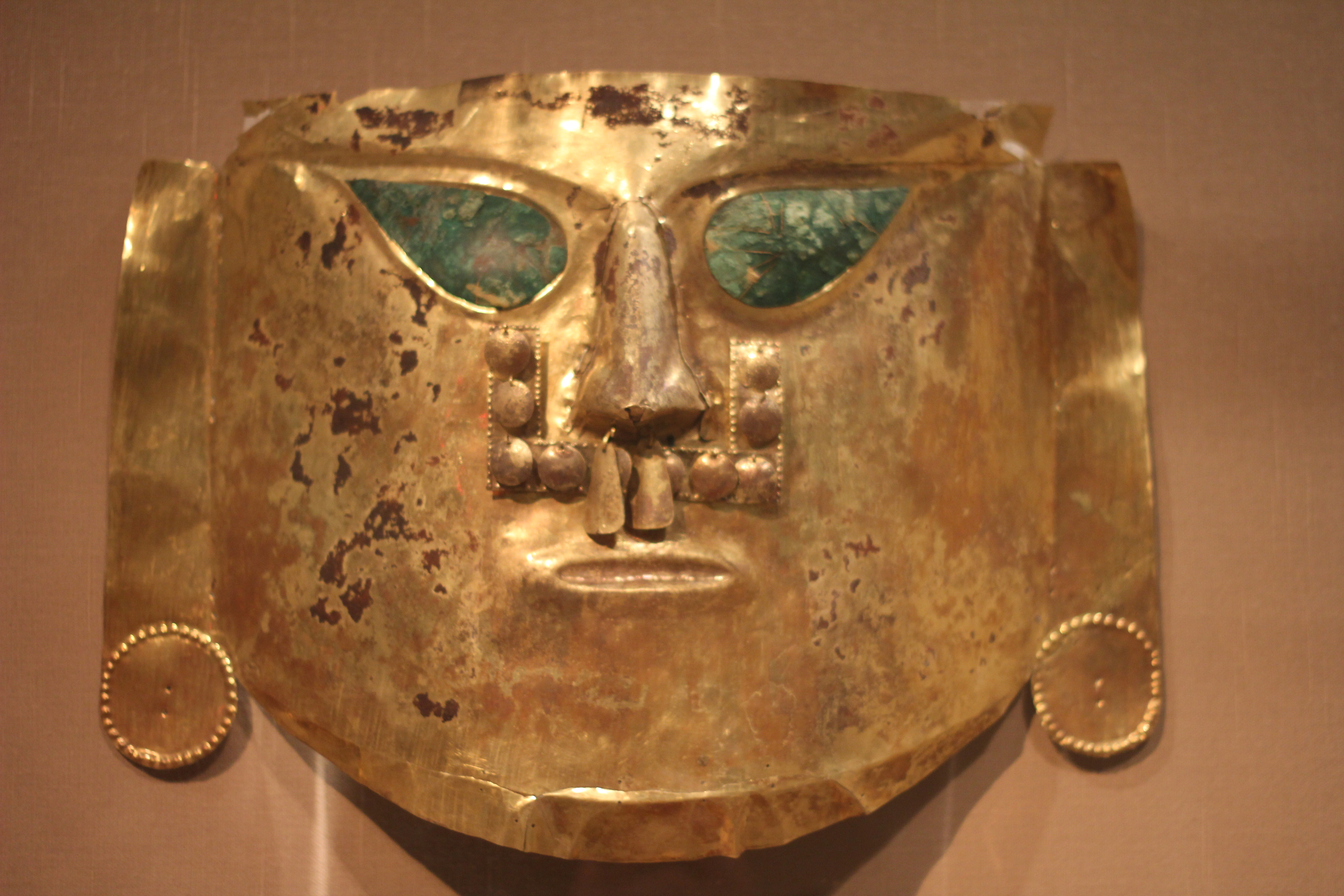
Церемоніальна маска, Перу, бл. 900-1100 до н. е.
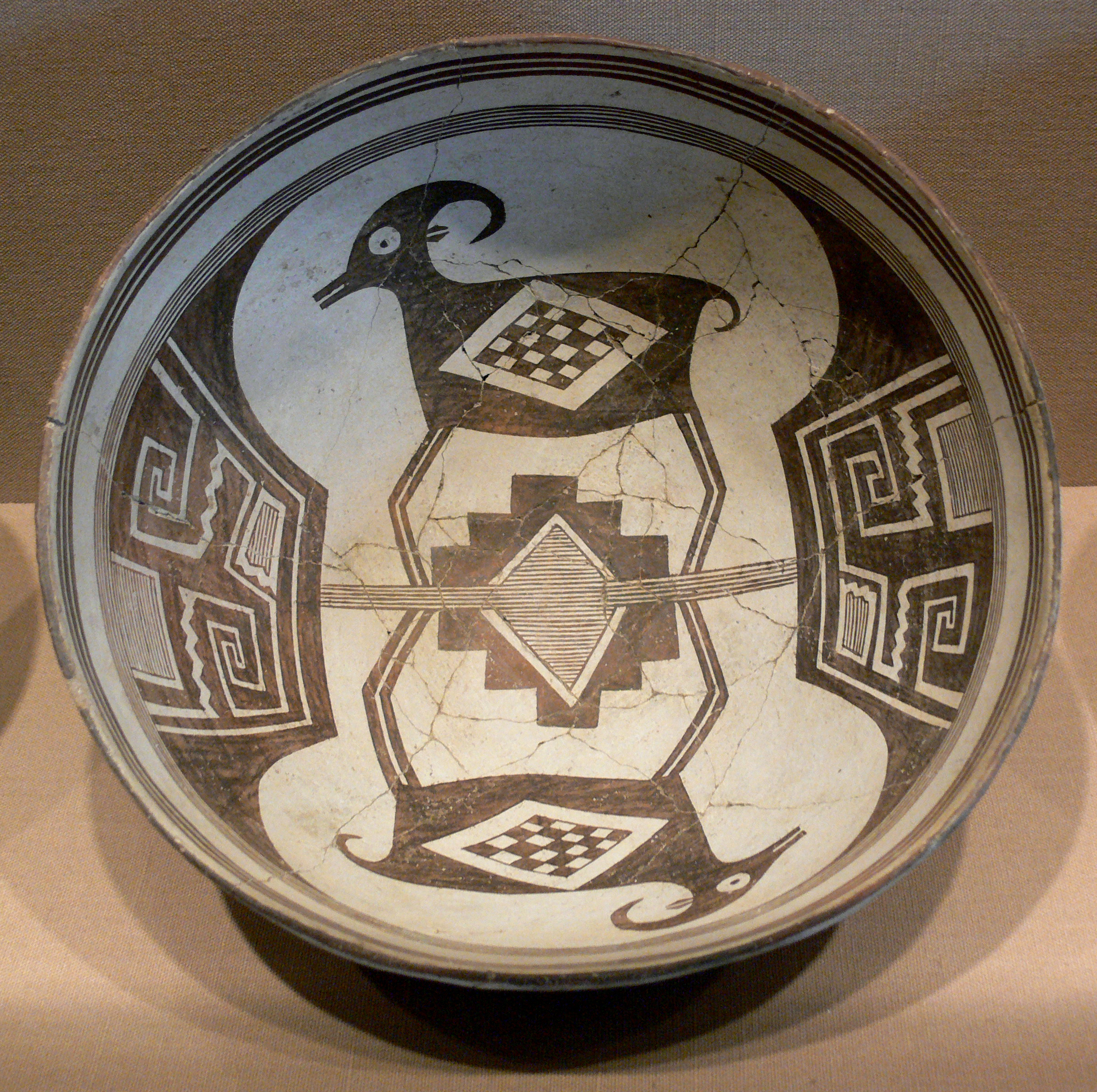
Миска з зображенням сніжного барана та геометричним орнаментом, Нью Мексико, бл. 1000-1150 до н.е.

### Американський живопис

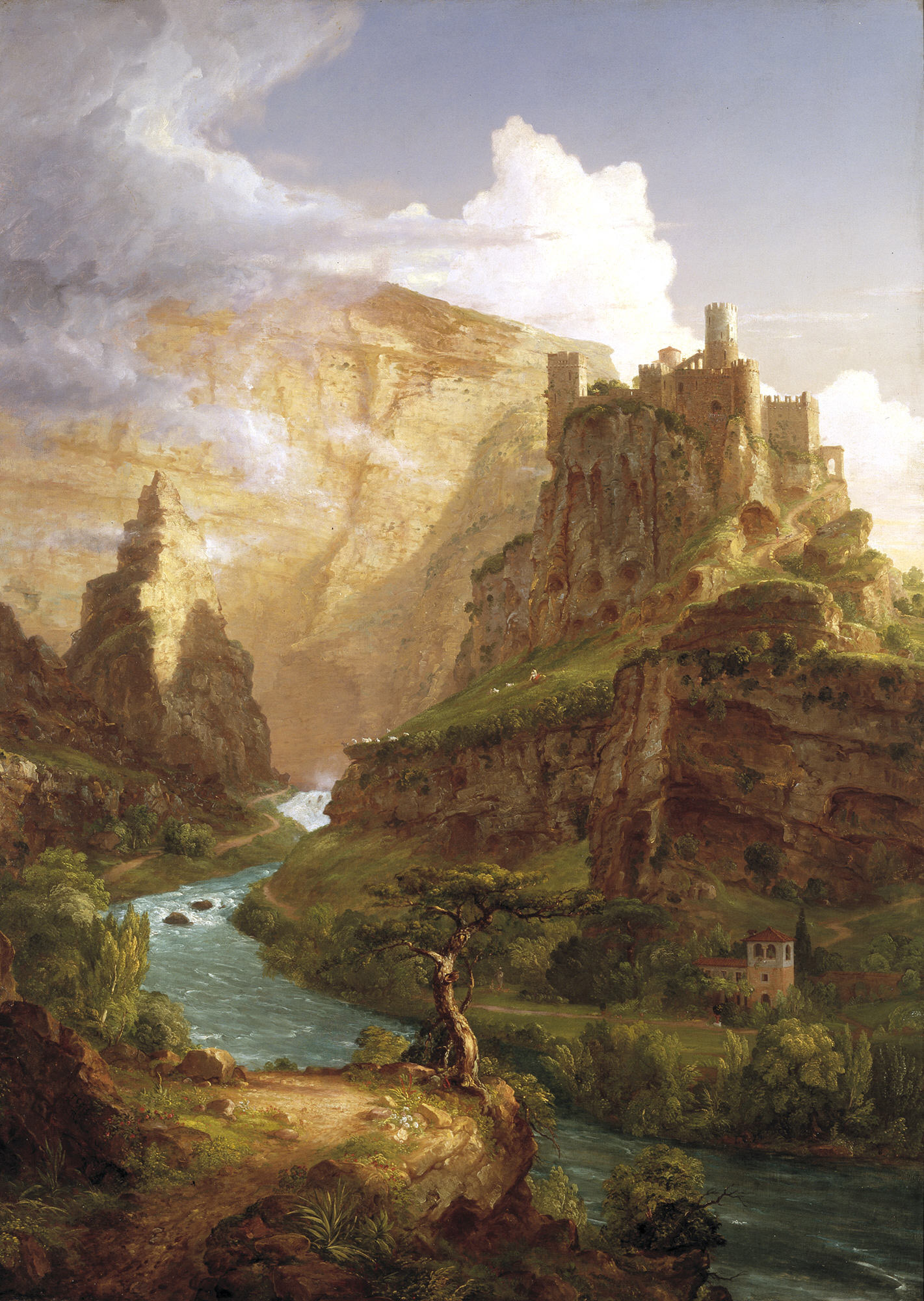
Томас Коул, Водоспад у Воклюзі, 1841
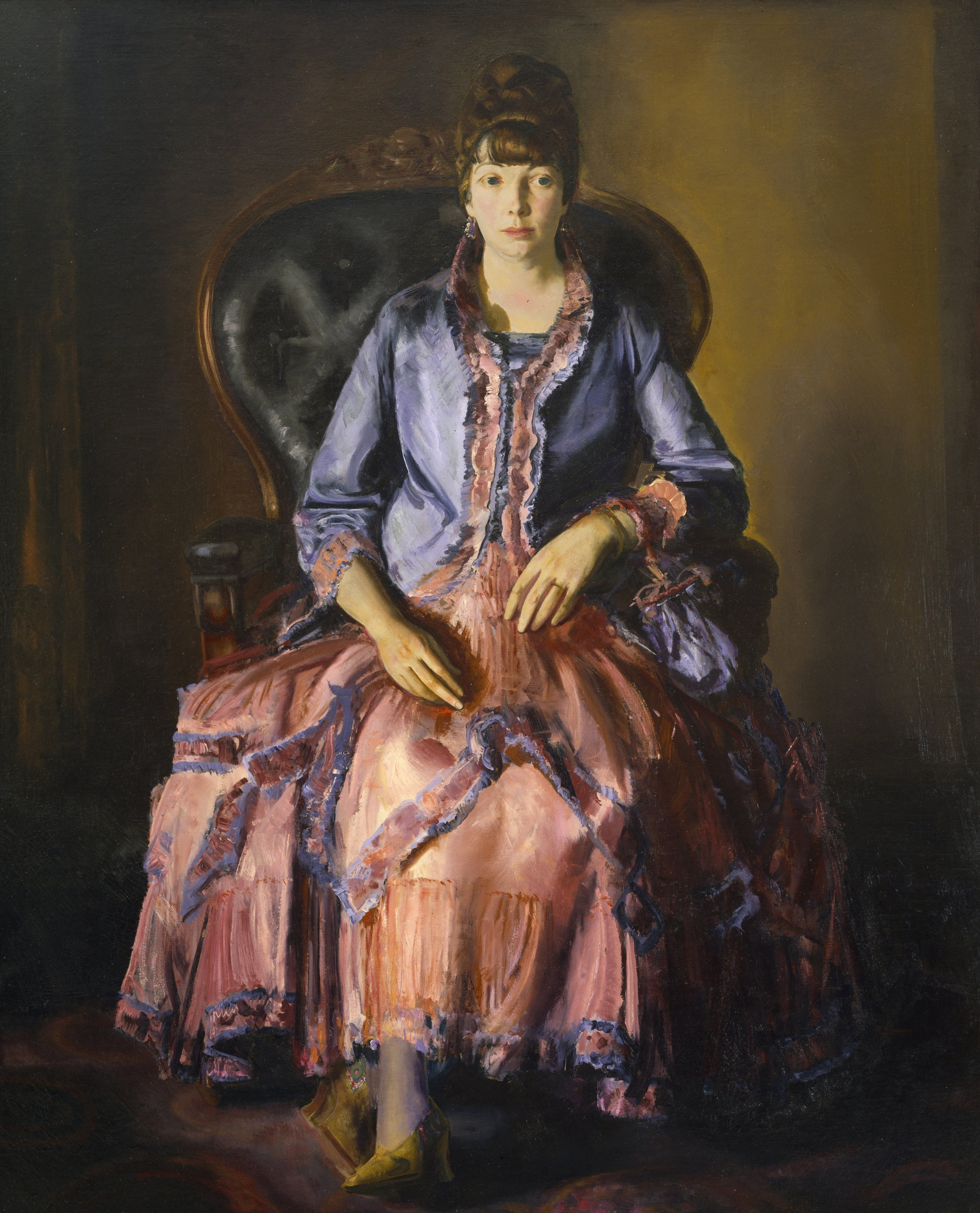
Джордж Беллоуз, Емма в бузковій кофті, 1920–23
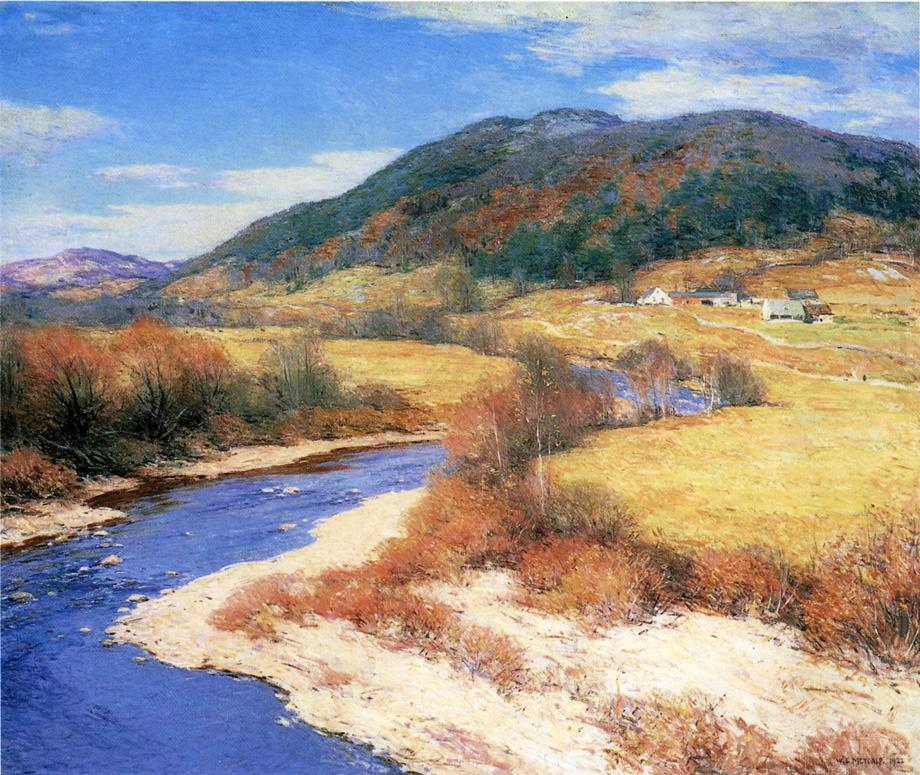
Віллард Меткалф, Бабине літо. Вермонт, 1922

### Західноєвропейський живопис

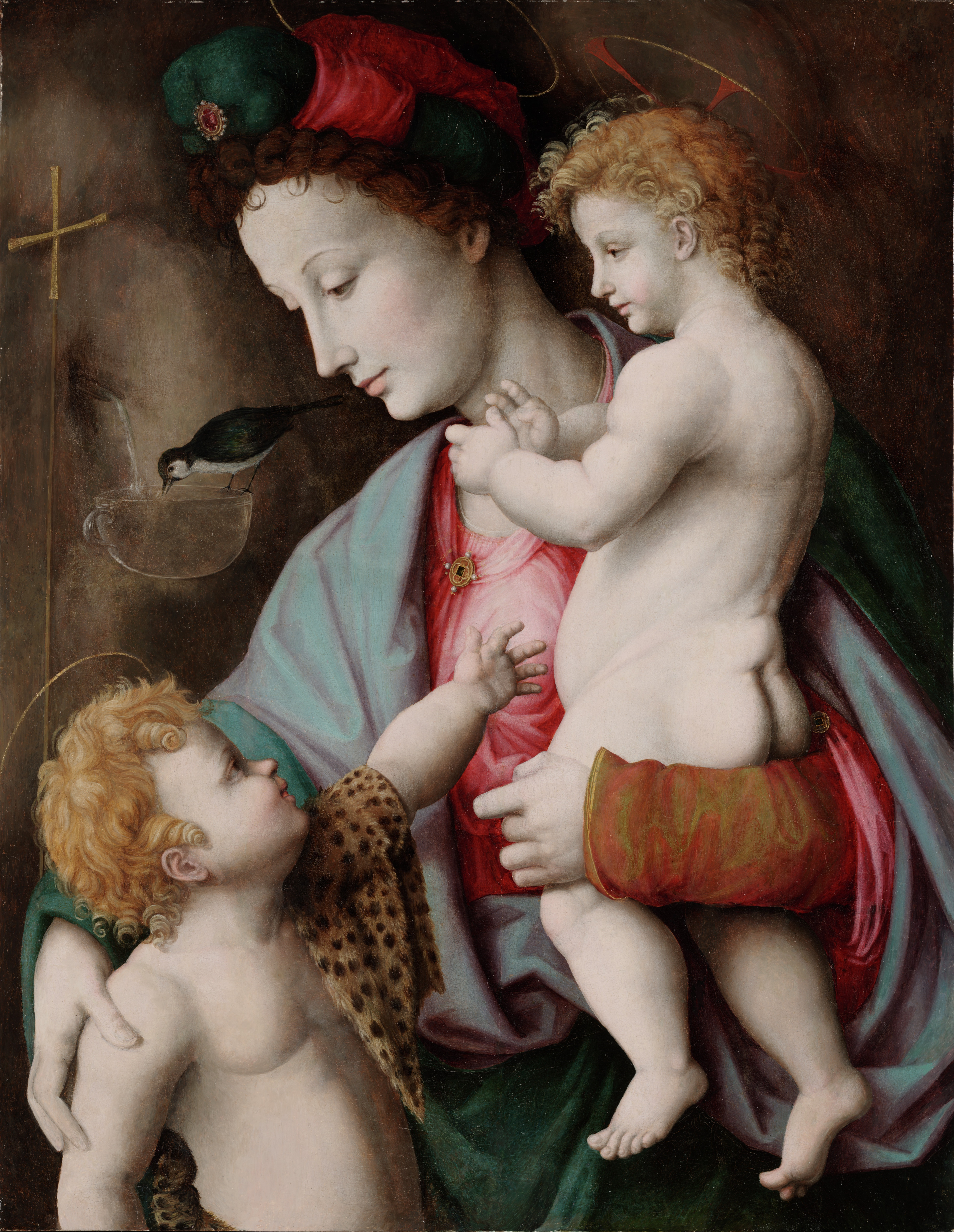
Франческо Убертіні, Мадонна з дитиною та святий Іоан, 1525
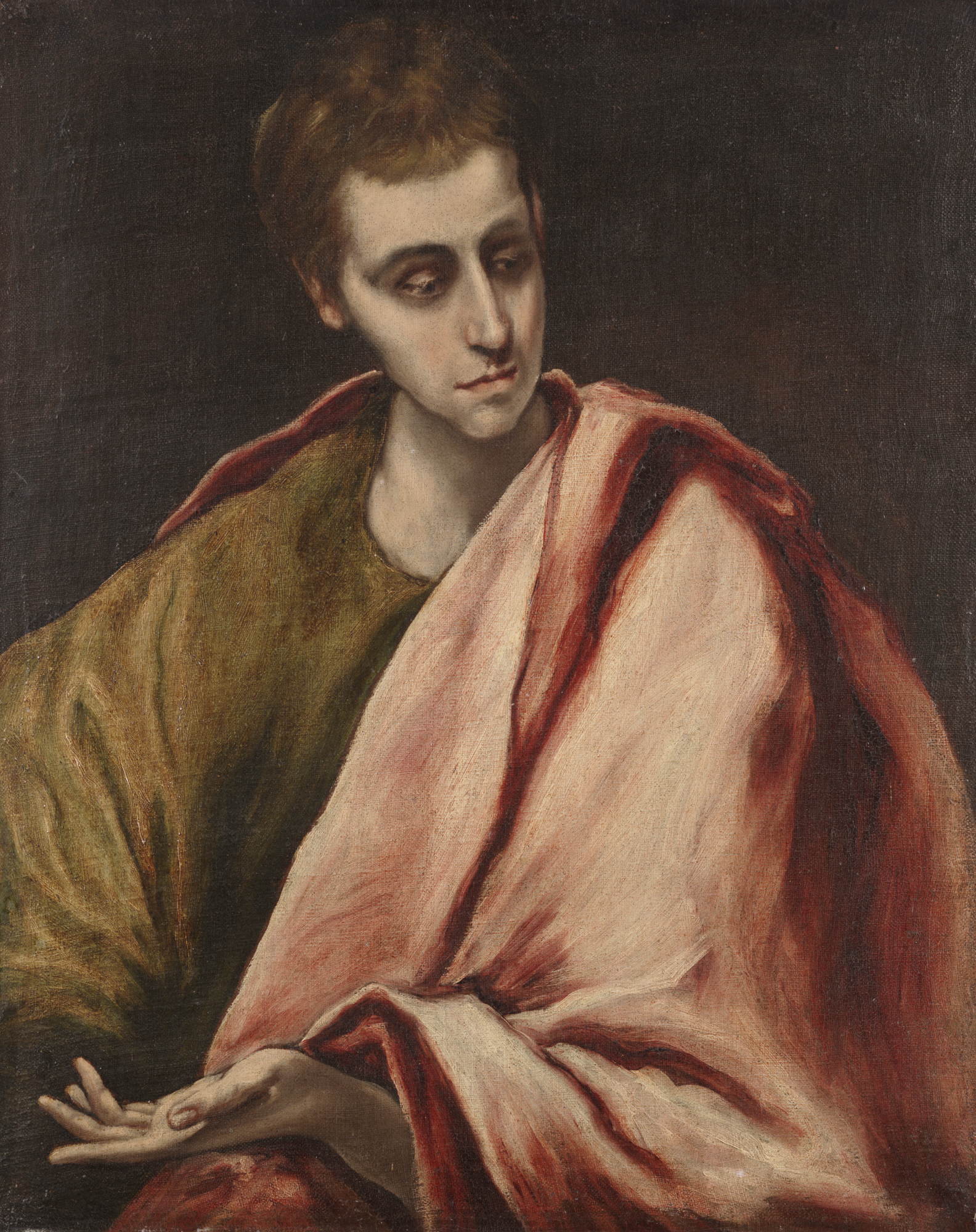
Ель Греко, Святий Іоан, 1590-1595
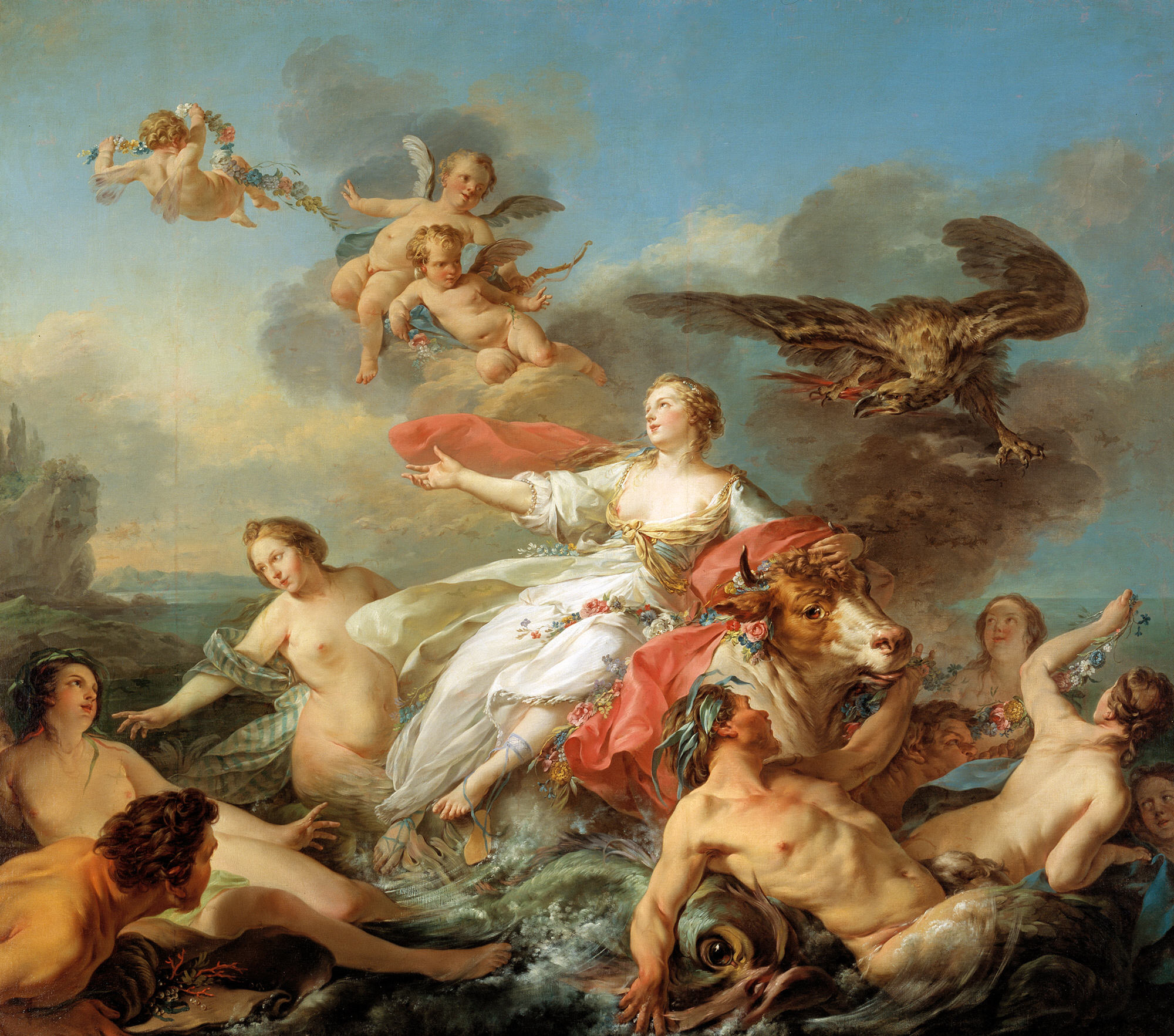
Жан-Батіст-Марі П'єр, Викрадення Європи, 1750
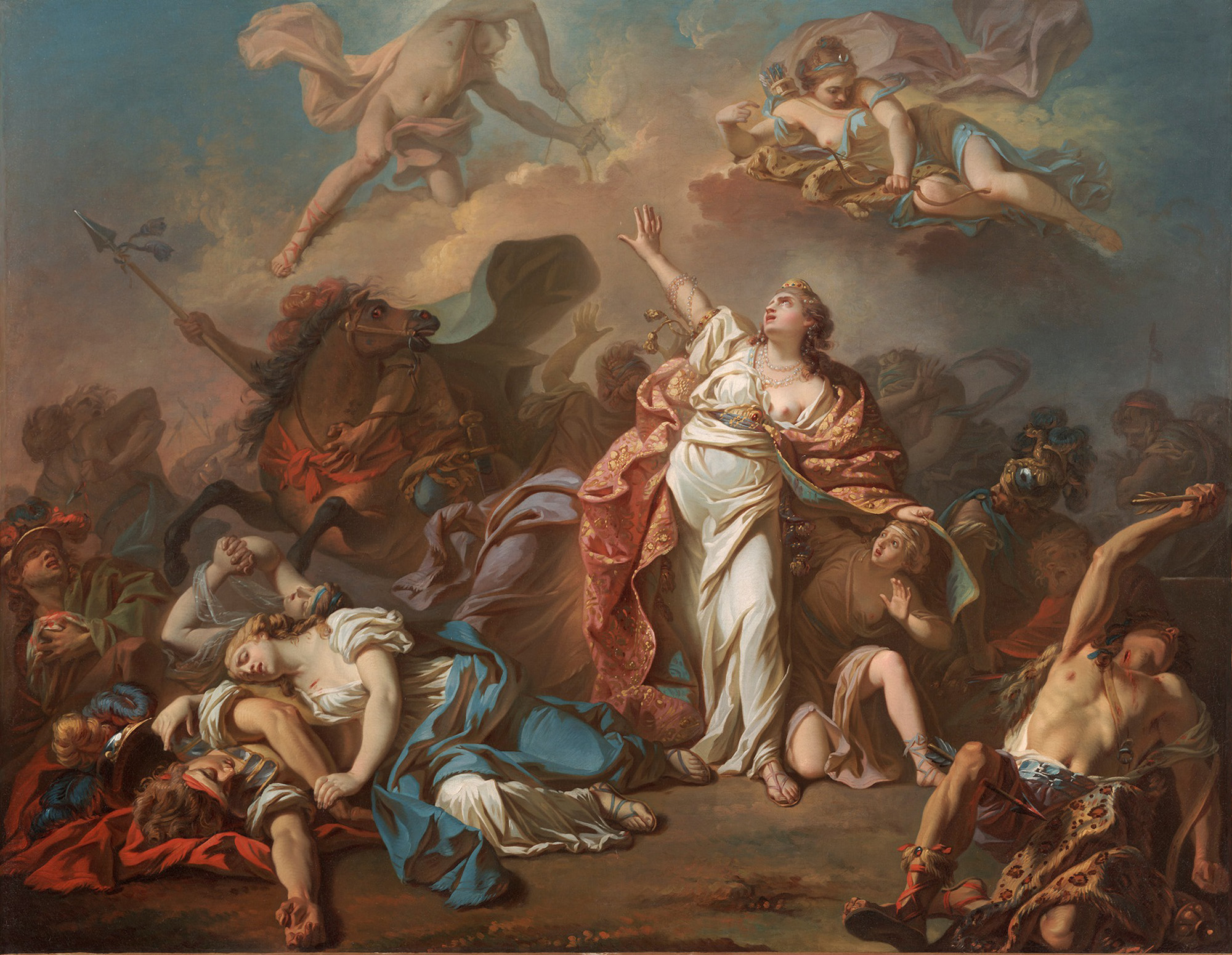
Жак-Луї Давід, Аполлон і Артеміда нападають на дванадуять дітей Ніоби, 1772
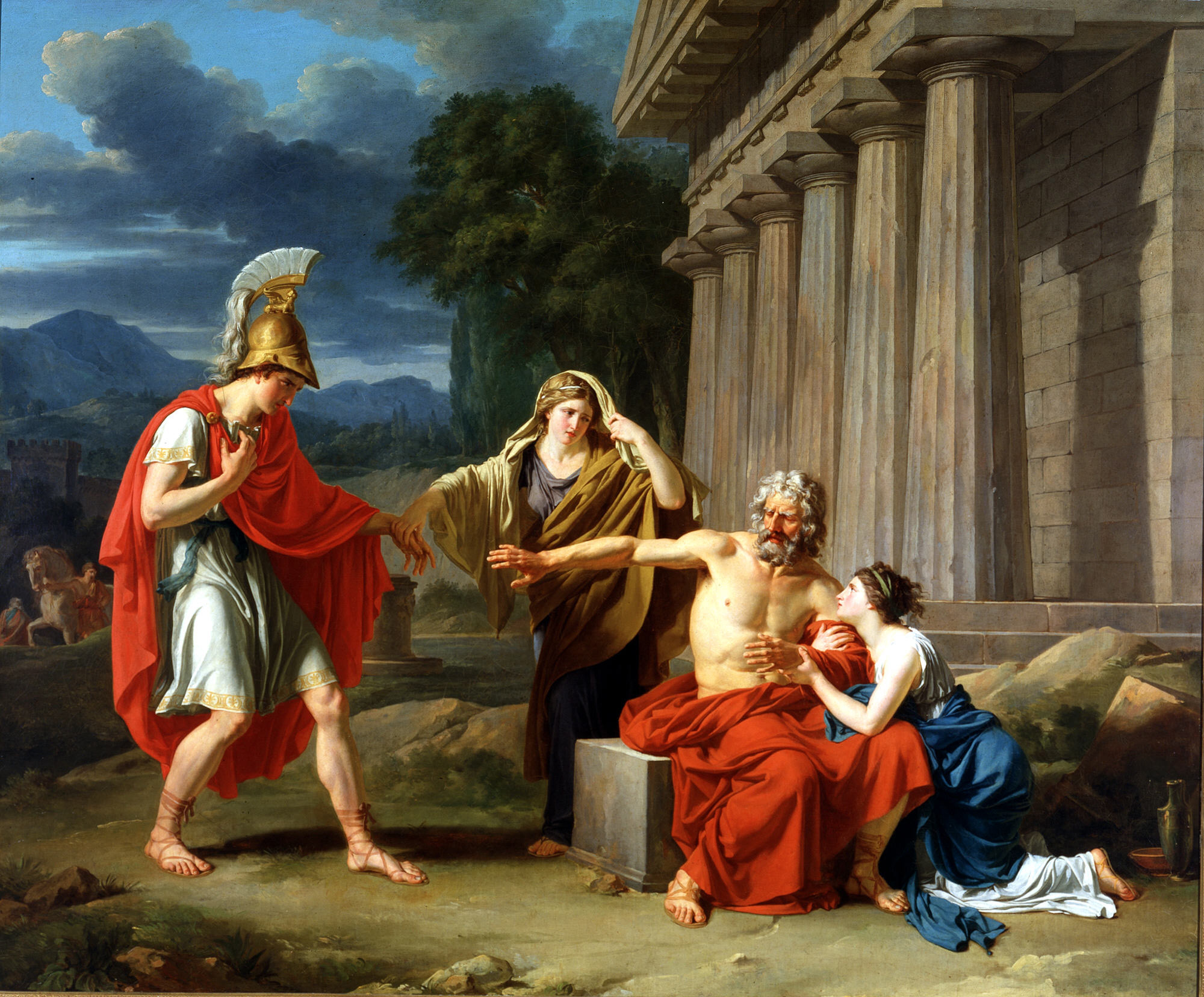
Жан-Антуан-Теодор Жіру, Едип в Колоні, 1788
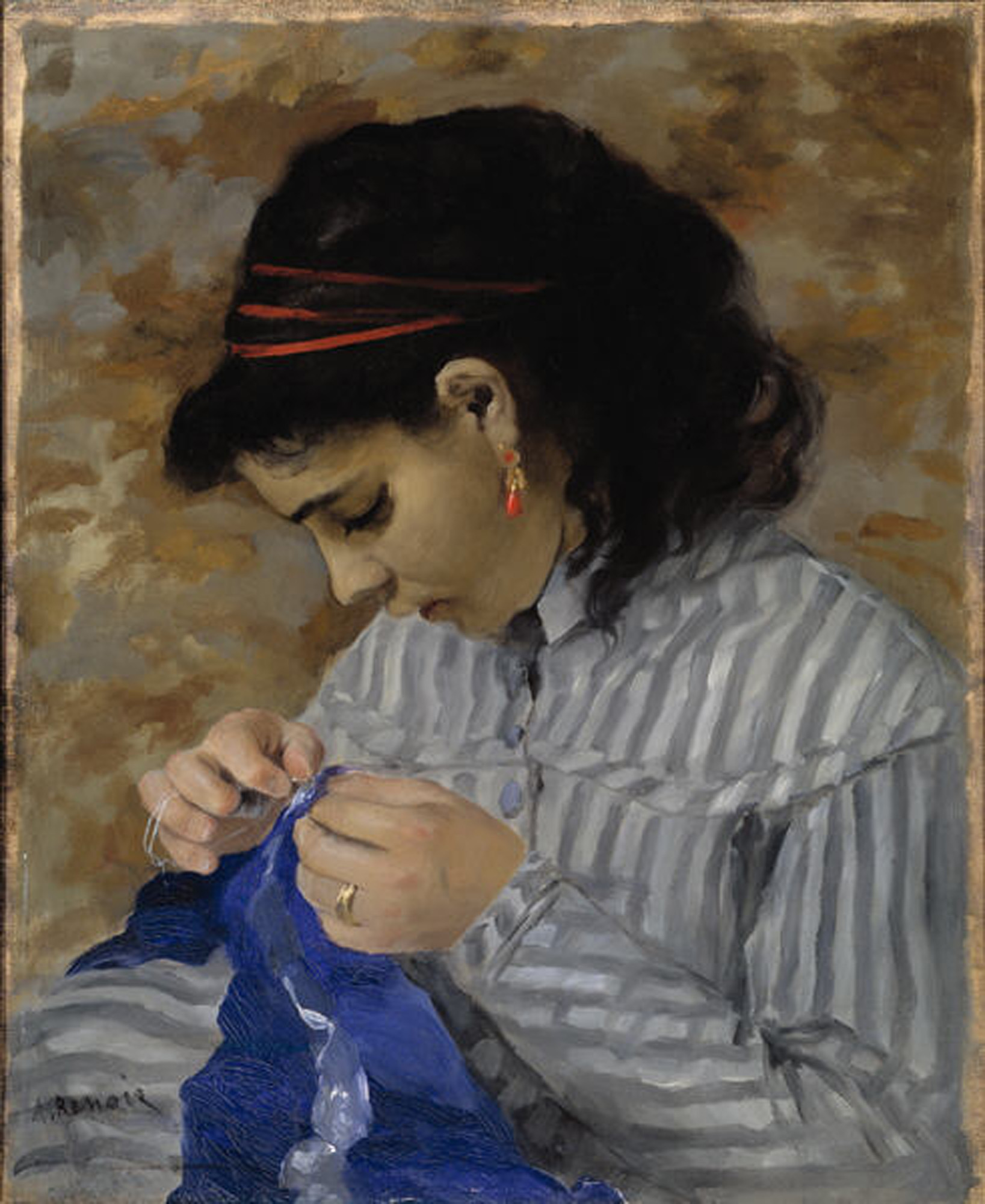
П'єр-Огюст Ренуар, Ліза Севінг, 1866
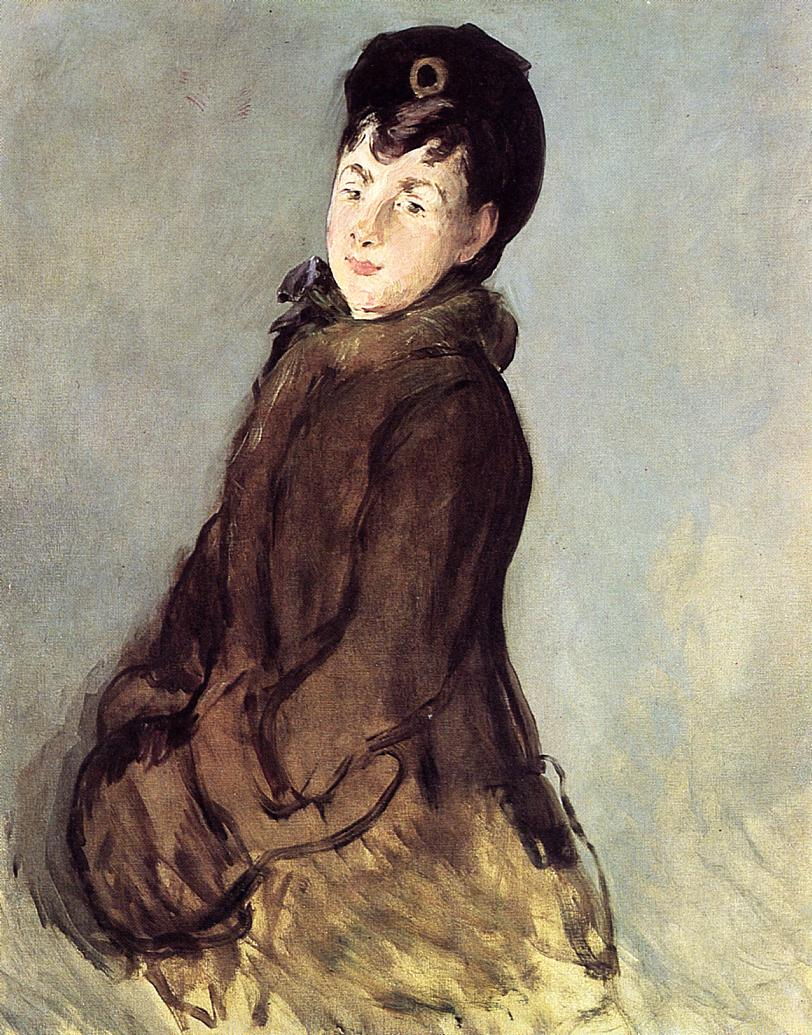
Едуар Мане, Ізабель Лемоньє з муфтою , 1879
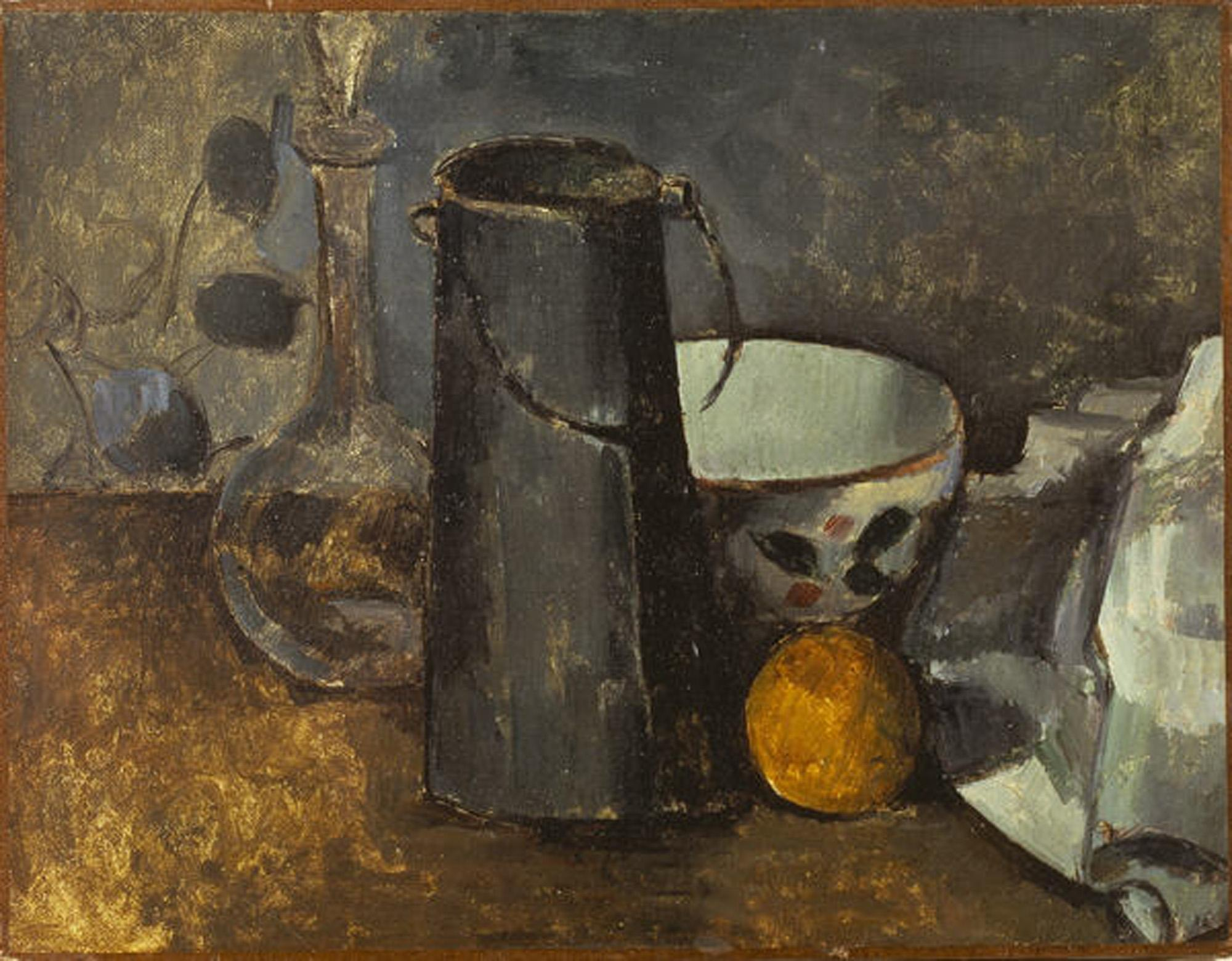
Поль Сезанн, Натюрморт з карафкою, глечиком для молока, мискою та помаранчем, 1879–80
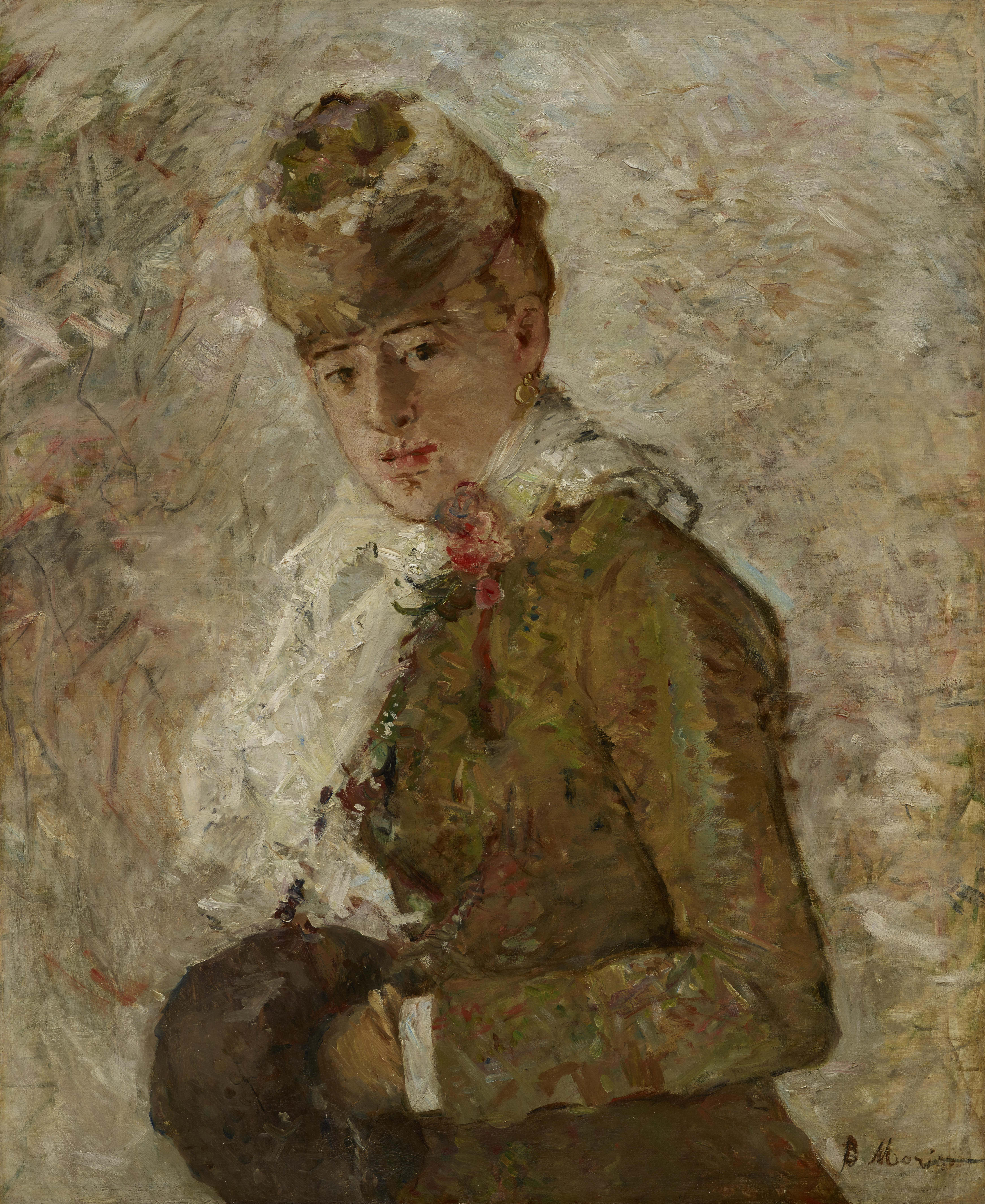
Берта Морізо, Зима, 1880
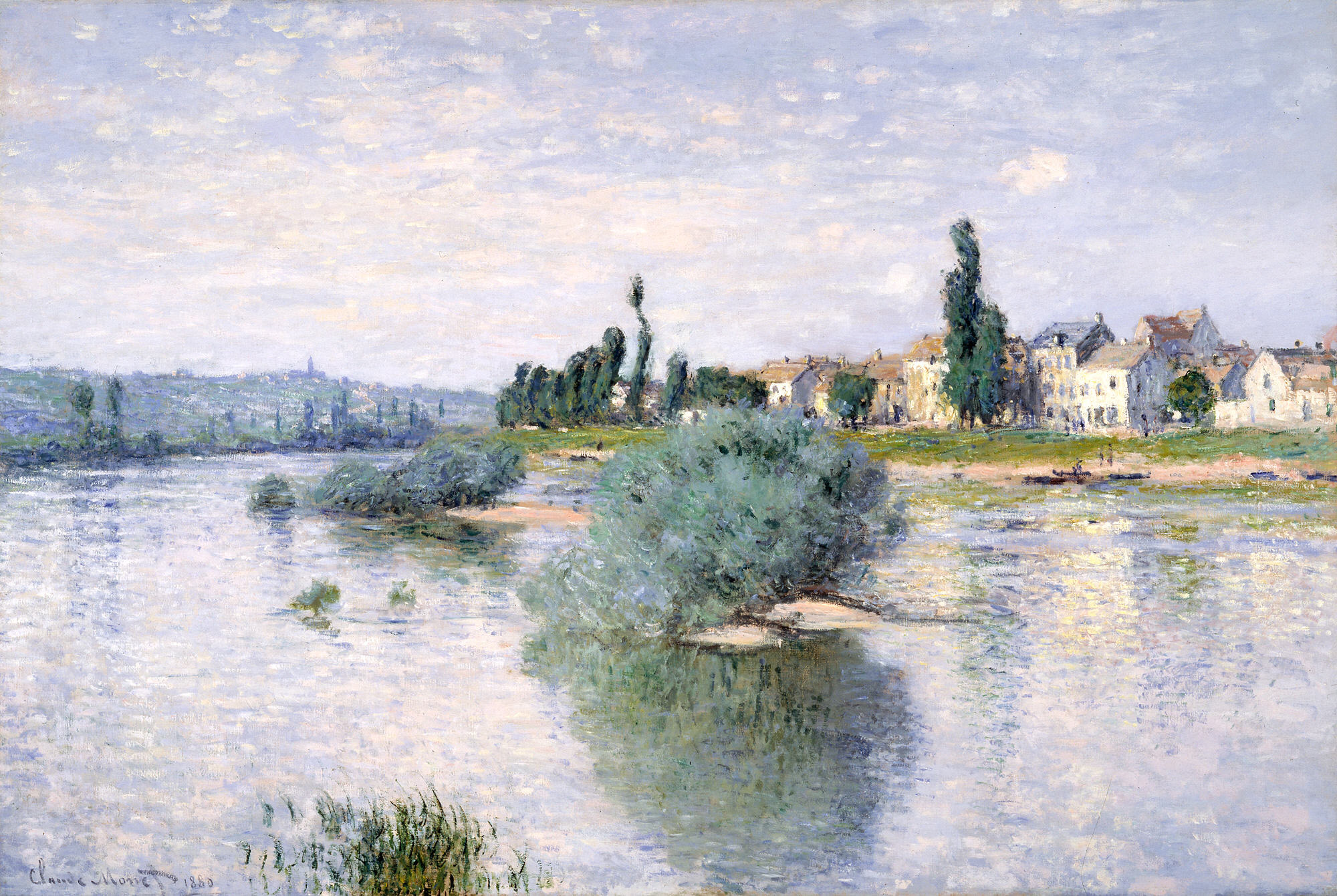
Клод Моне, Сена біля Лавакура, 1880
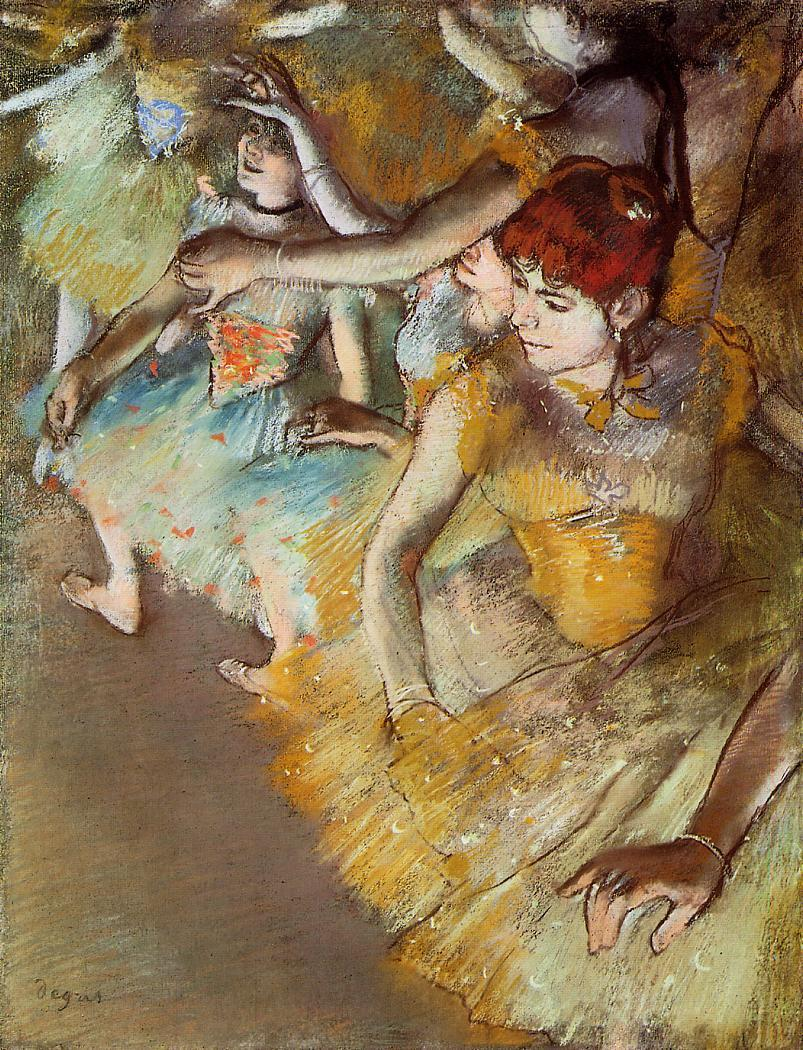
Едгар Дега, Балерини на сцені, 1883
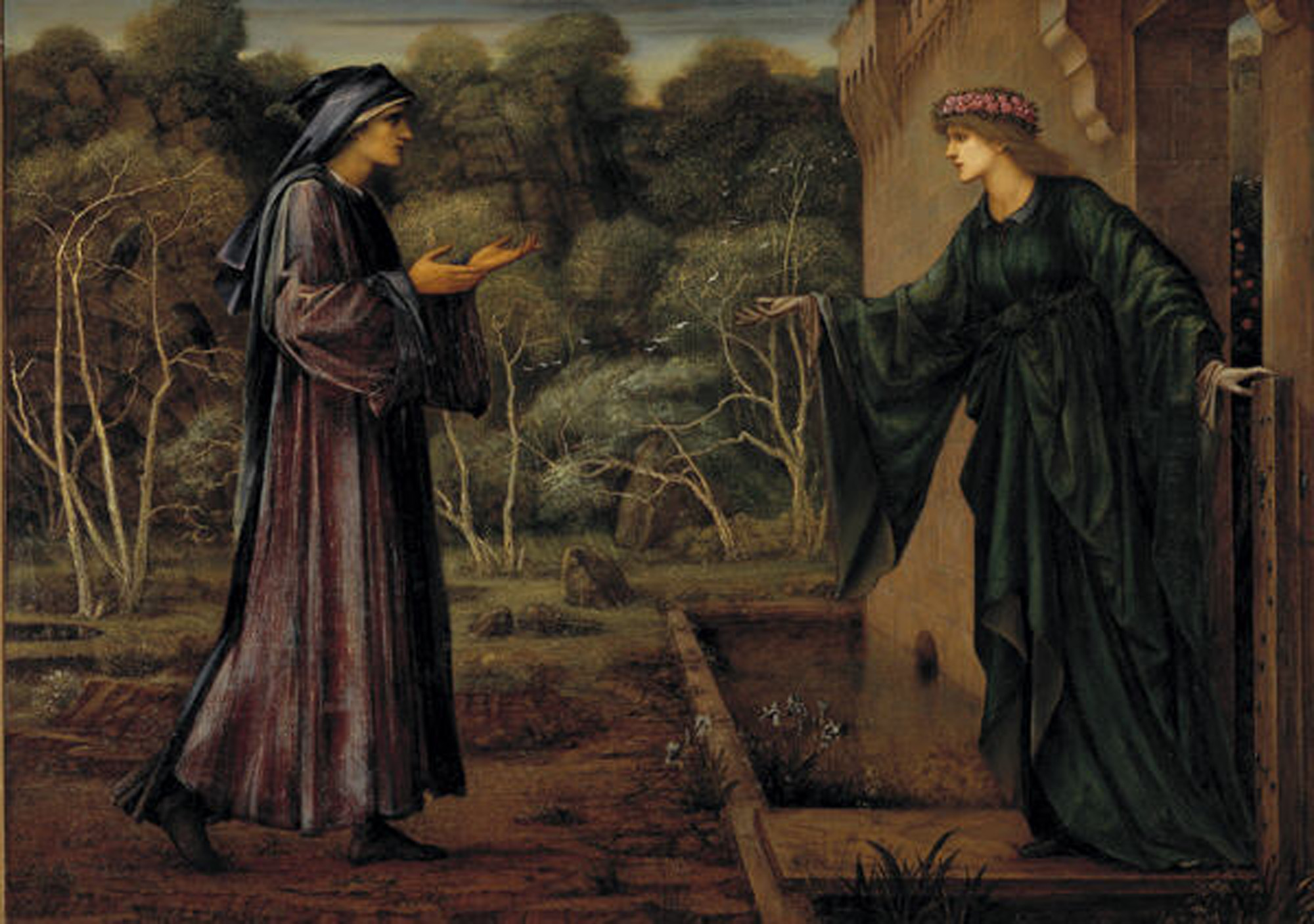
Едвард Берн-Джонс, Паломник біля воріт ледарства, 1884
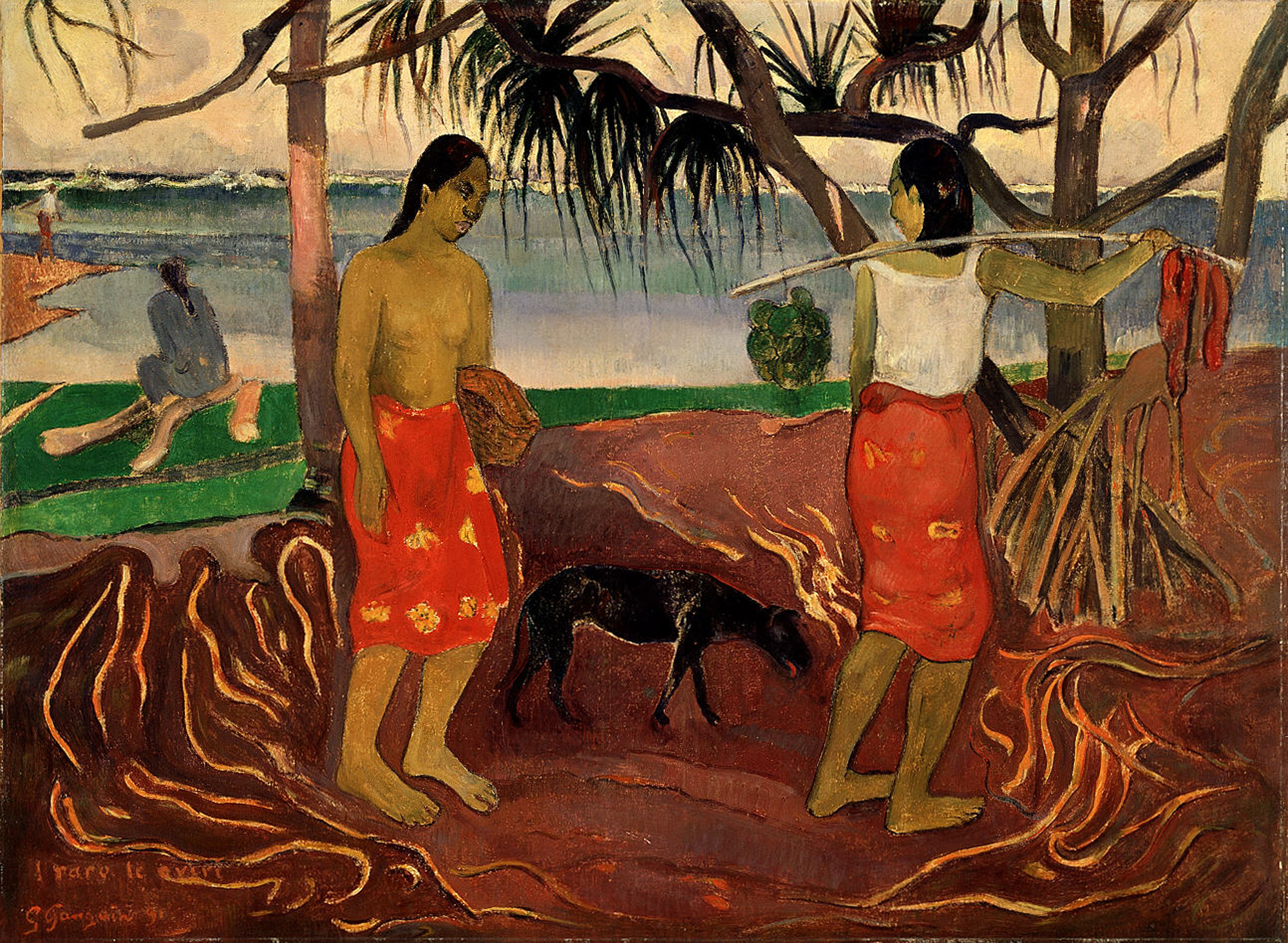
Поль Гоген, I Raro te Oviri, 1891
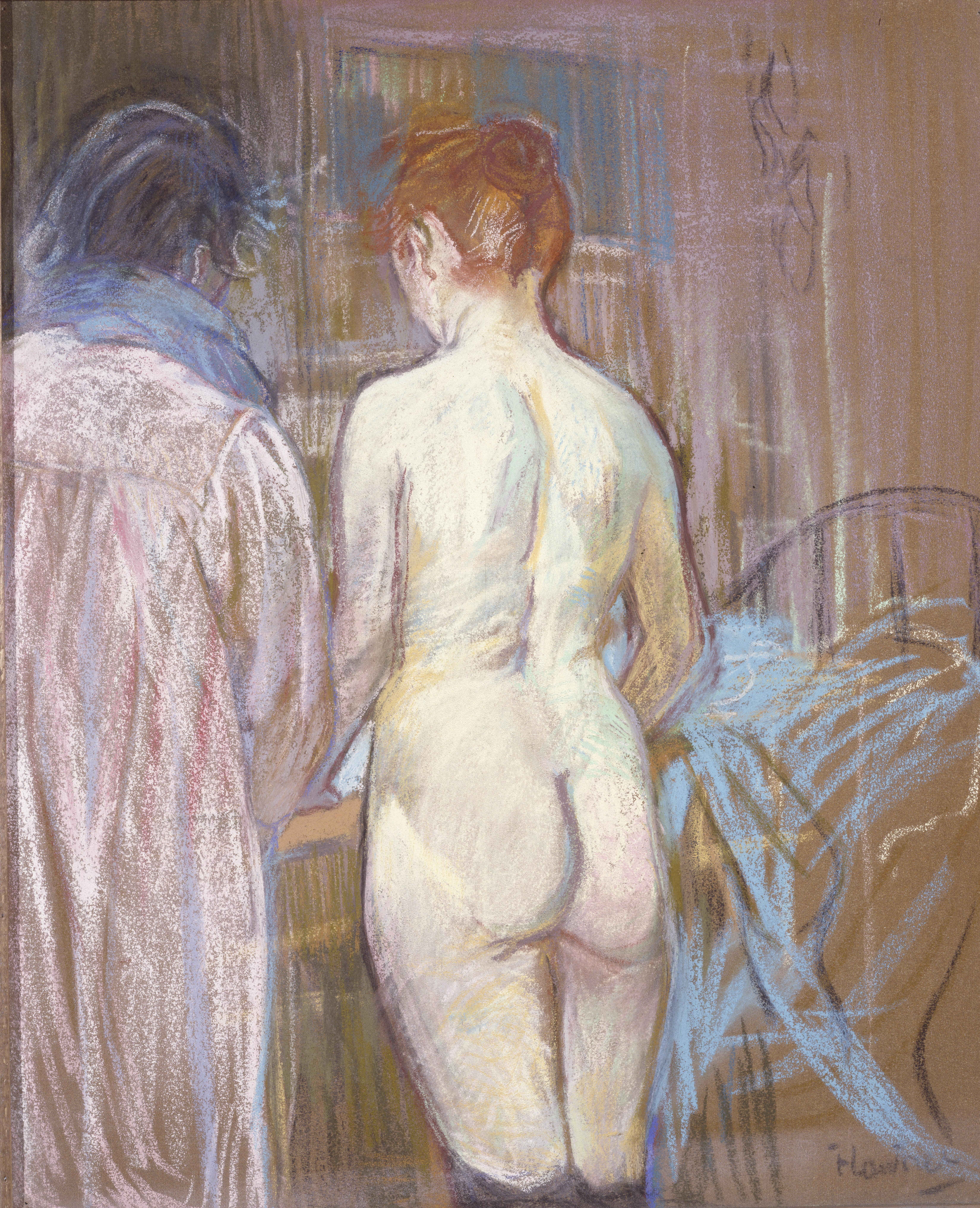
Анрі Тулуз-Лотрек, Повії, 1893-1895
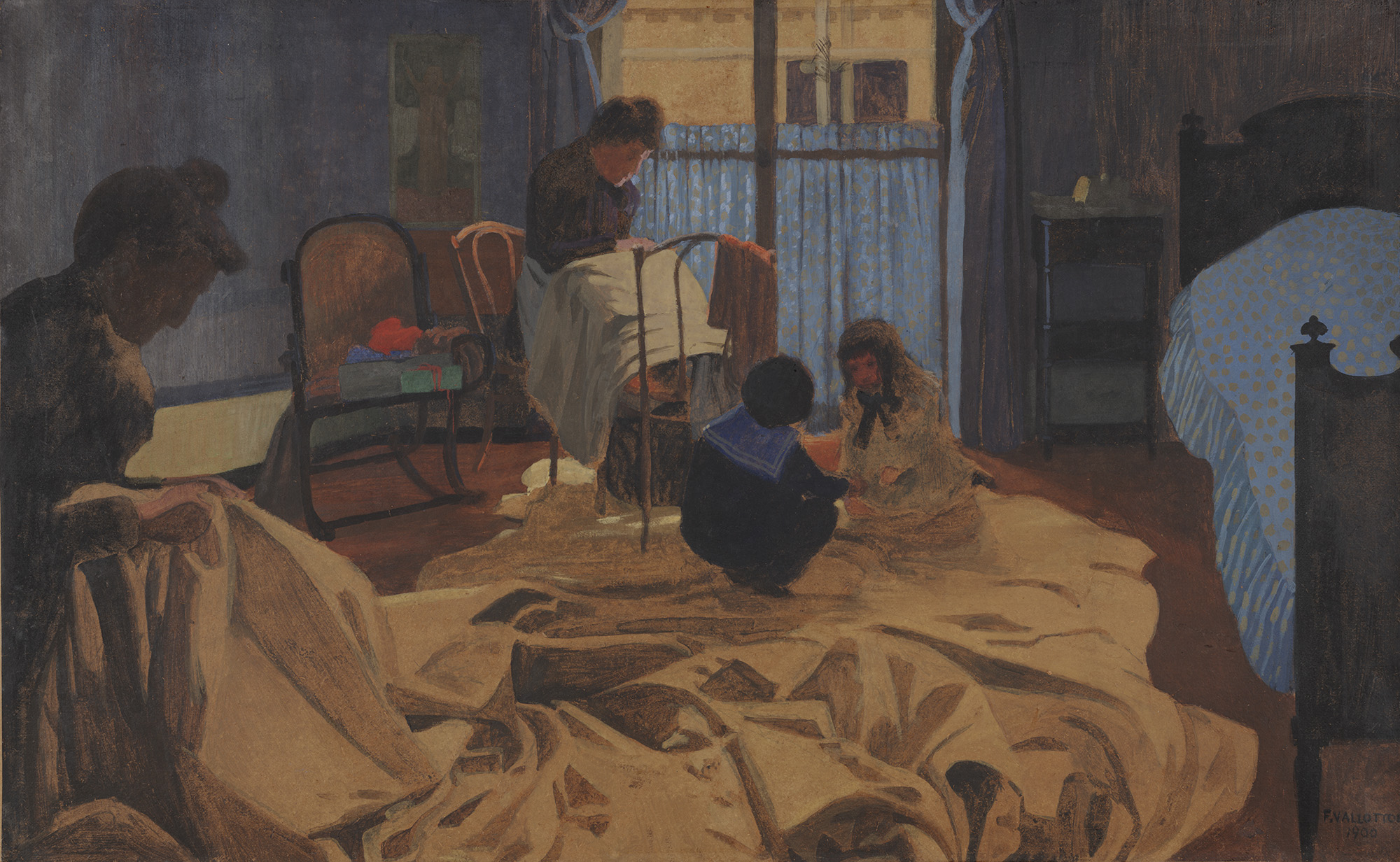
Фелікс Валлотон, Праля. Синя кімната, 1900
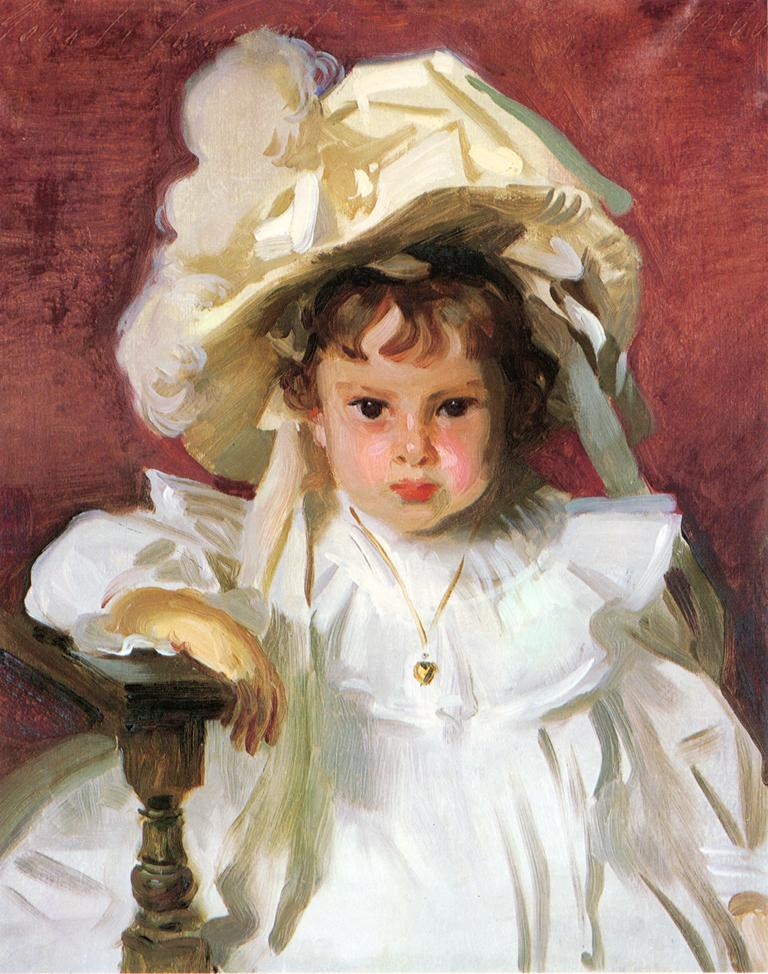
Джон Сінгер Сарджент, Дороті, 1900
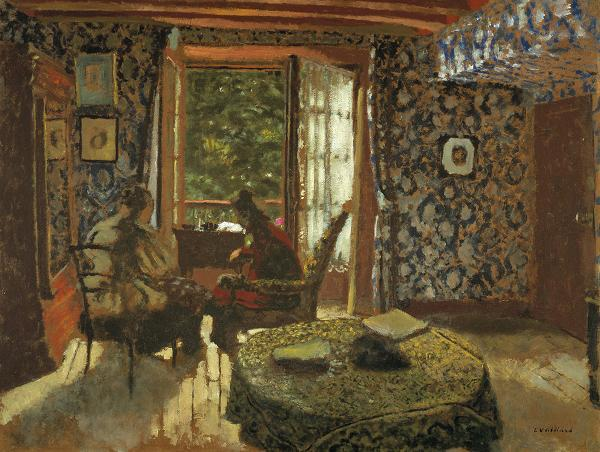
Жан Едуар Вюйяр, Інтер'єр, 1902
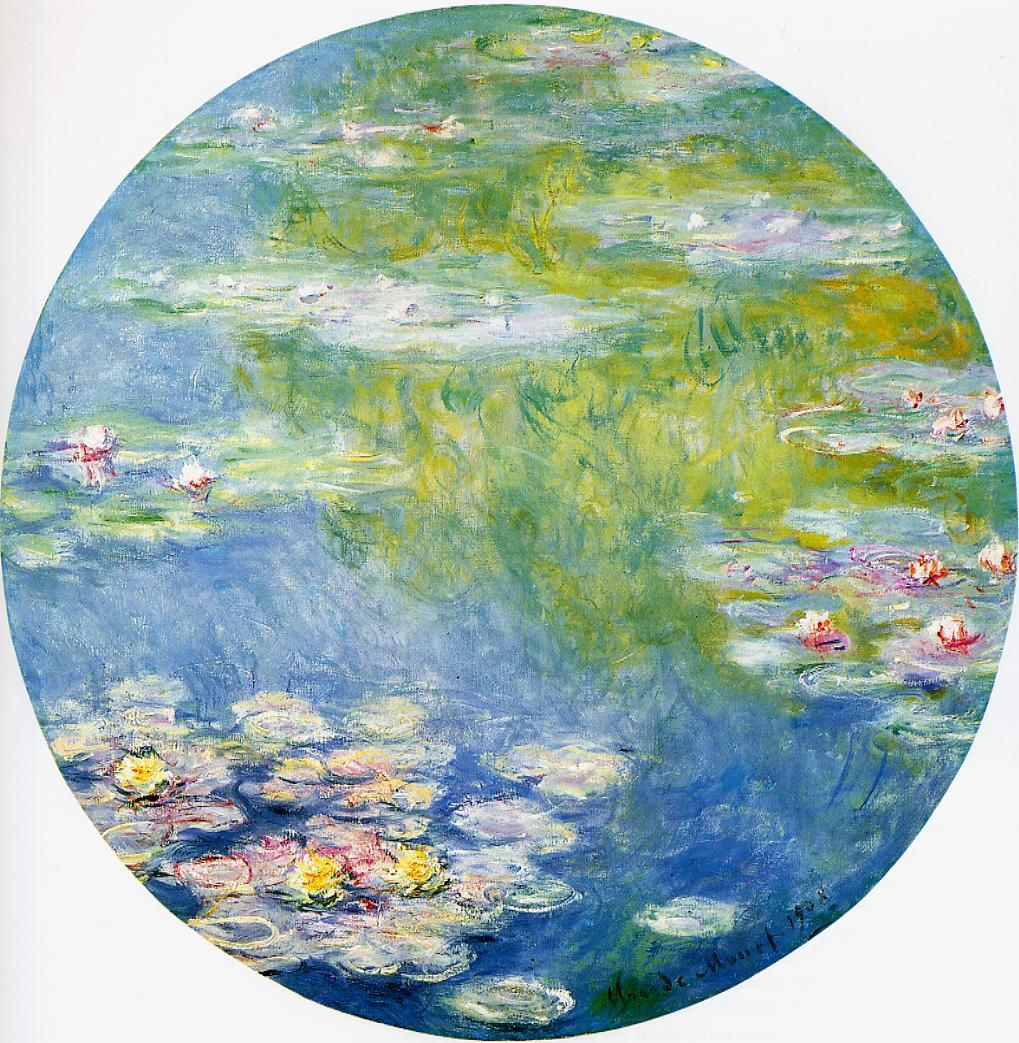
Клод Моне, Водяні лілії, 1908
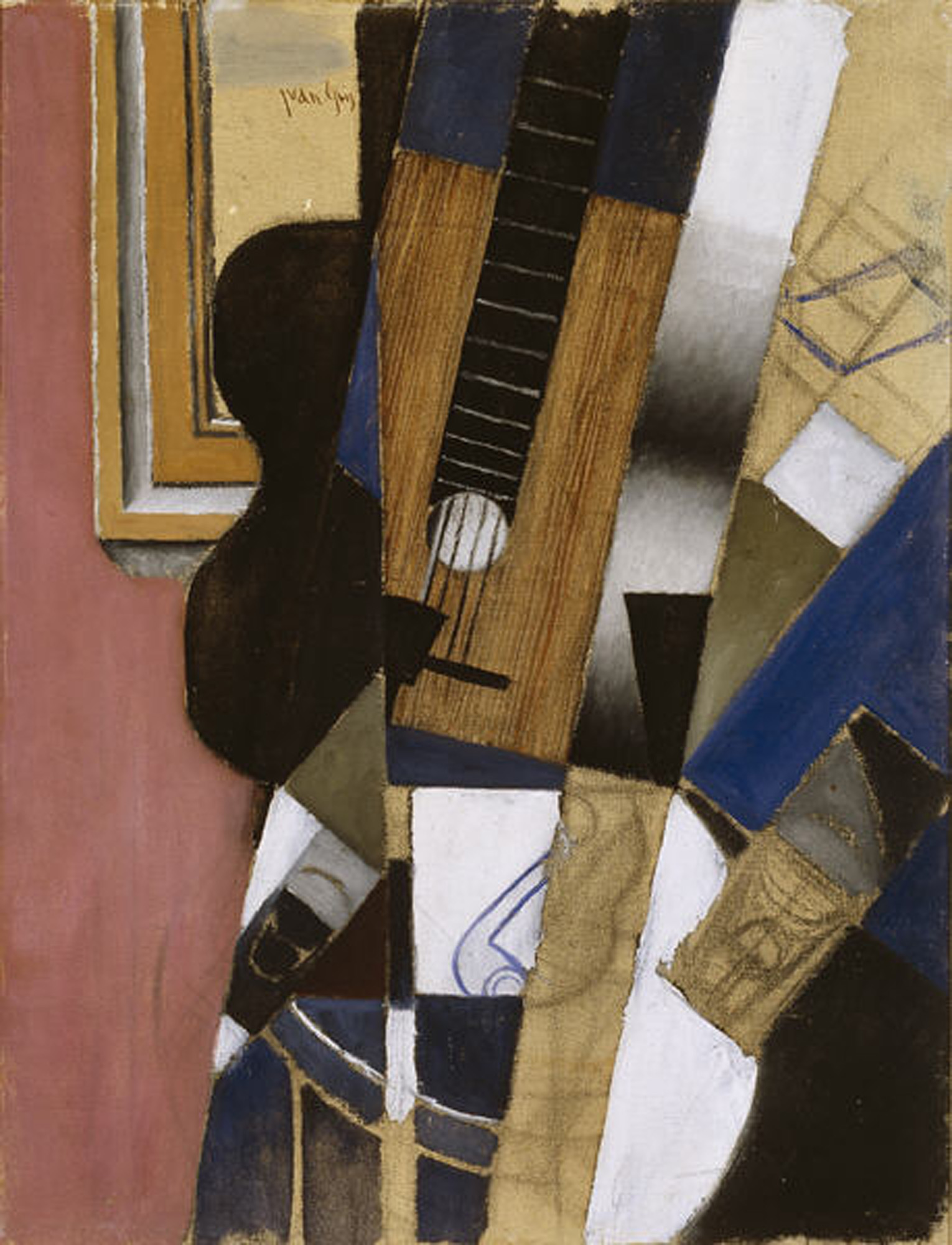
Хуан Ґріс, Гітара і люлька, 1913

### Західноєвропейська скульптура

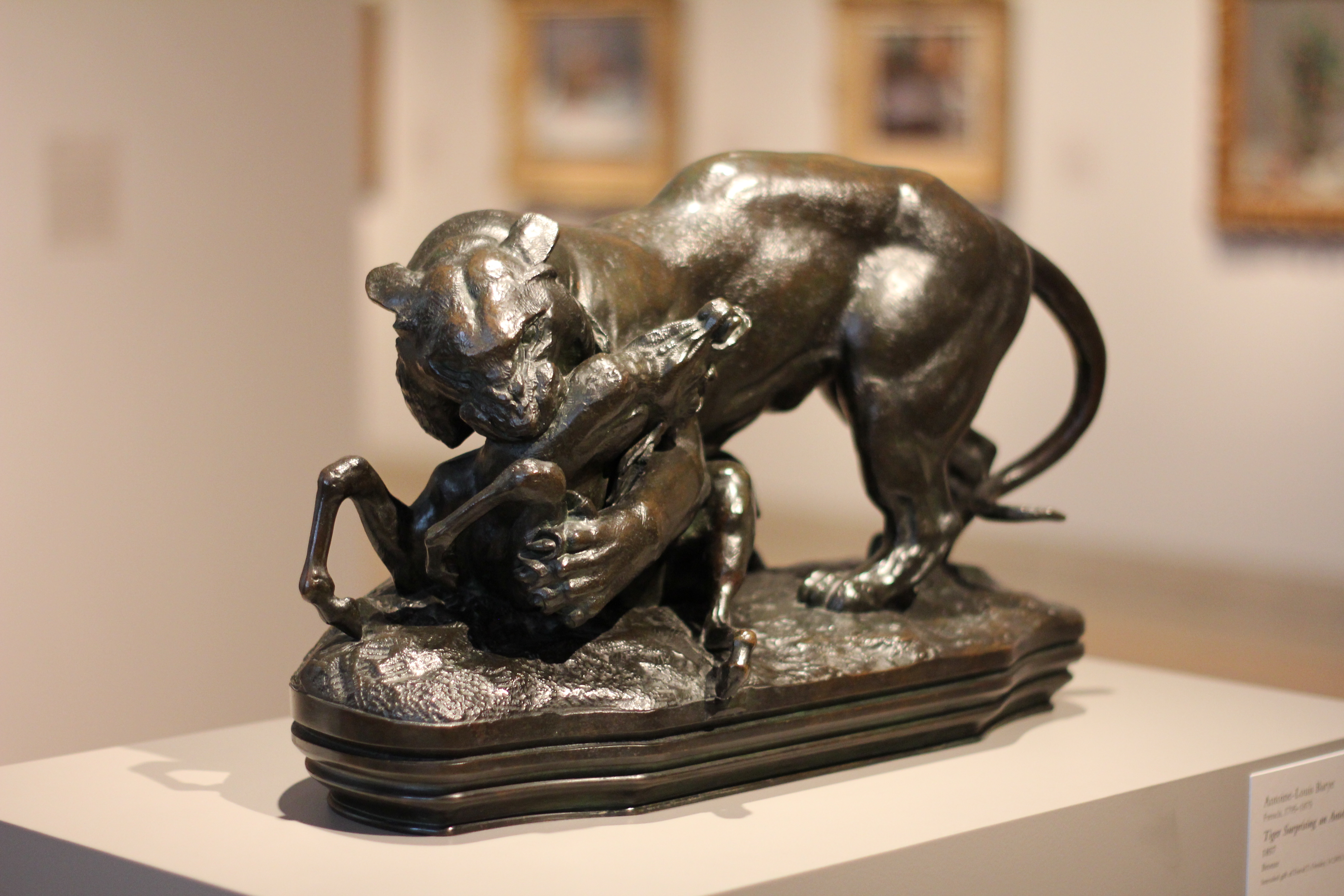
Антуан-Луї Барі, Тигр нападає на антилопу, 1857
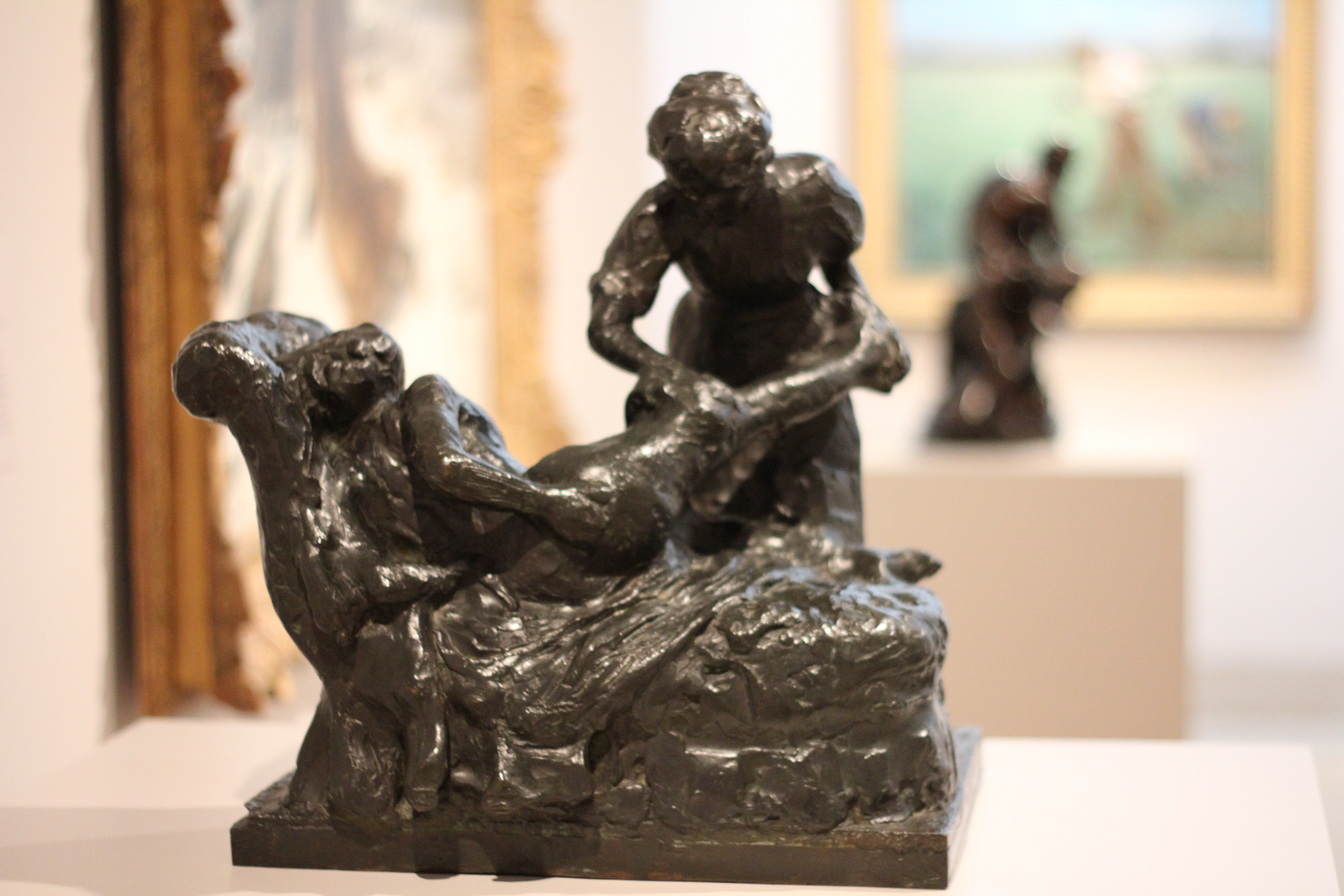
Едгар Дега, Масажистка, (1896-1911)
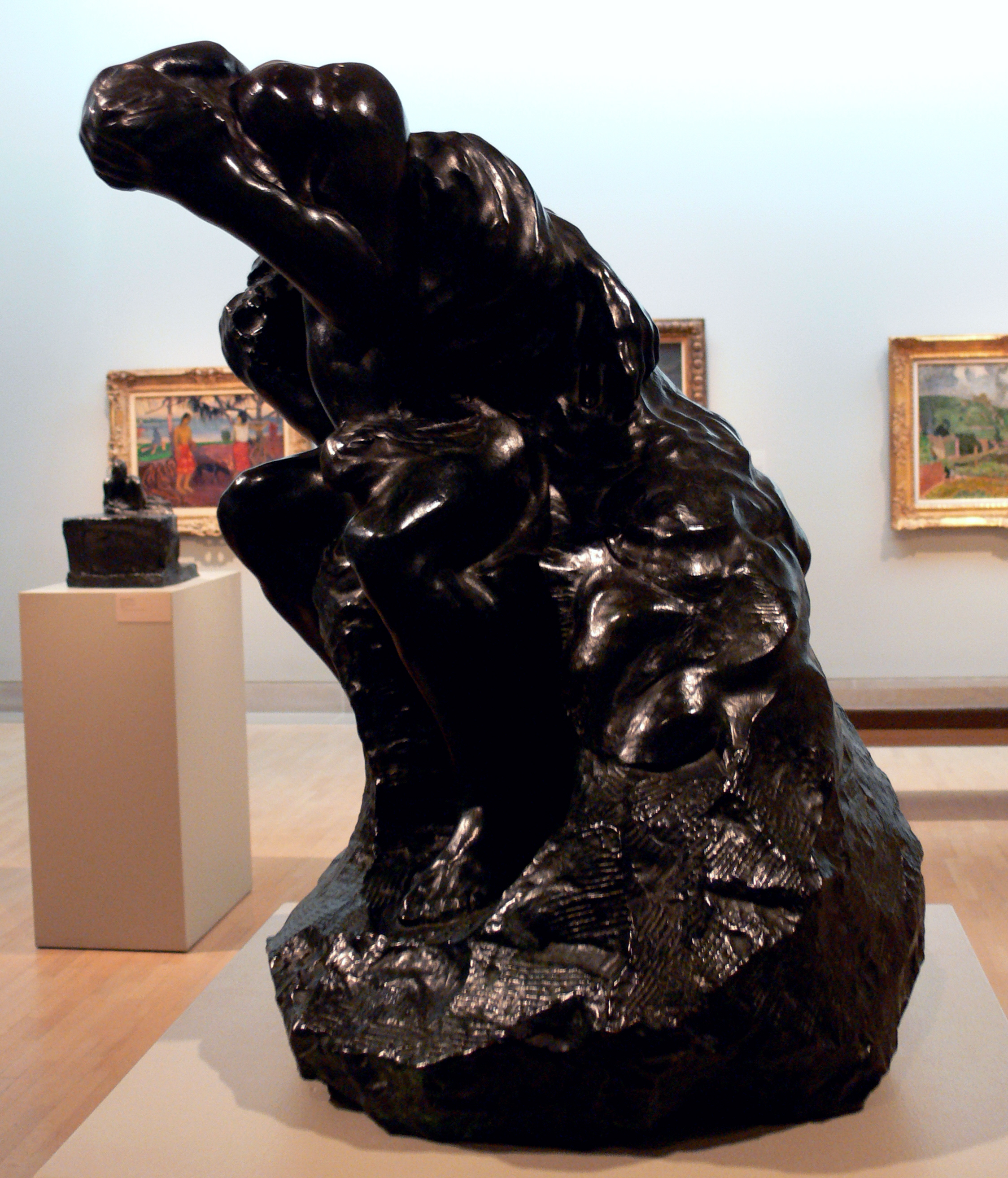
Огюст Роден, Скульптор і його муза, 1893
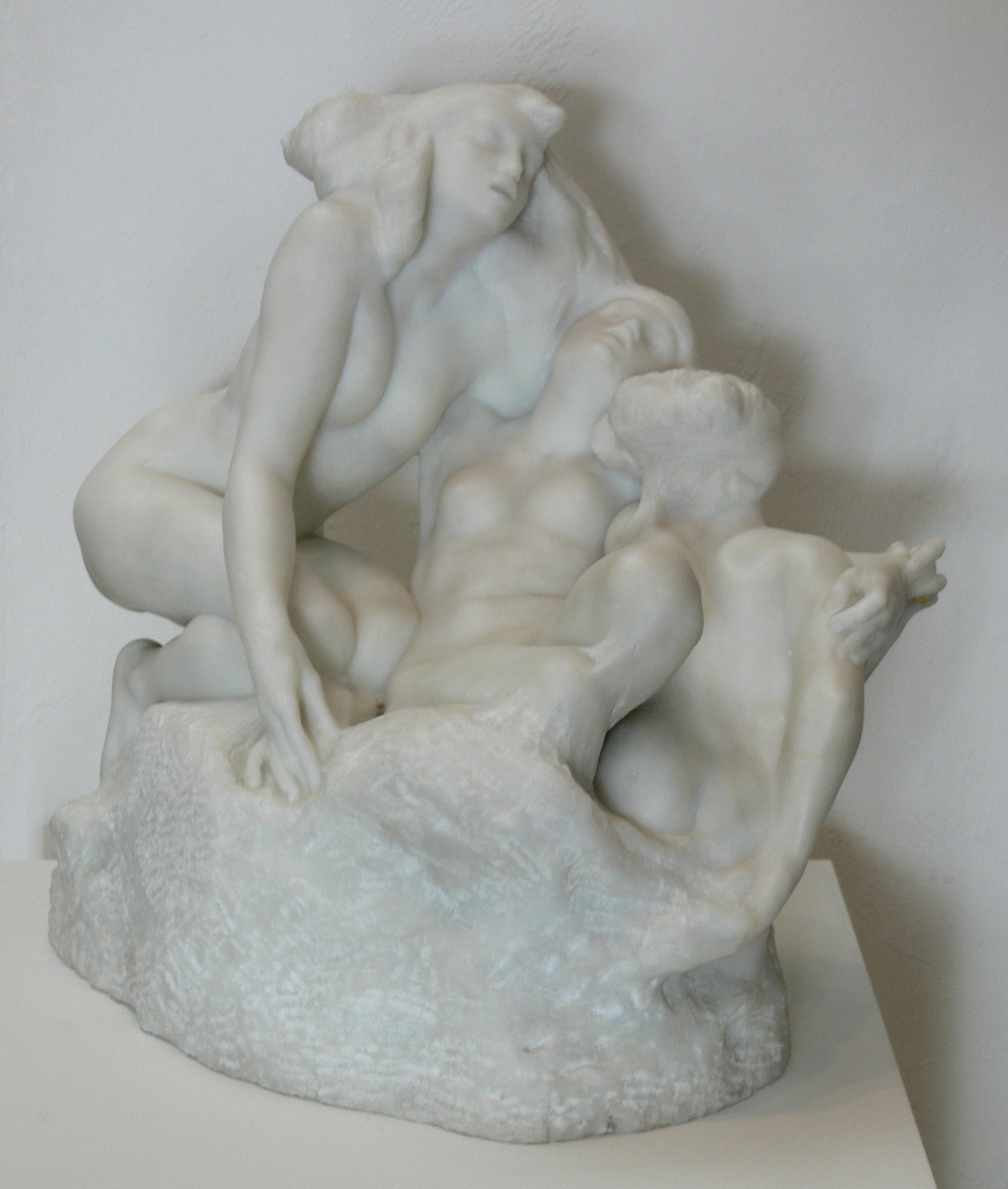
Огюст Роден, Сирени